# Historia de IBM
International Business Machines, abreviada IBM y apodada "Azul verde", es una corporación multinacional de tecnología informática y consultoría con sede en Armonk, Nueva York, Estados Unidos. La compañía es una de las pocas empresas de tecnología de la información con una historia continua que data desde el siglo XIX.
IBM fabrica y comercializa tanto hardware como software, ofreciendo servicios de infraestructura, servicios de alojamiento, y servicios de consultoría, en áreas que van desde ordenadores centrales a nanotecnología. Arvind Krishna es el presidente y CEO de IBM.
IBM por la mayor parte de su historia reciente ha sido conocida como una de las mayores empresas de informática del mundo e integradora de sistemas. Con más de 433.362 (2012) empleados en el mundo, IBM es una de las empresas de tecnología de información más grandes y rentables del mundo que generan más empleos. IBM posee más patentes que cualquier otra compañía de tecnología con sede en EE. UU. y cuenta con once laboratorios de investigación en todo el mundo. La empresa cuenta con científicos, ingenieros, consultores y profesionales de ventas en más de 170 países. Los empleados de IBM han ganado cinco Premios Nobel, cuatro premios Turing, cinco Medallas Nacionales de Tecnología, y cinco Medallas Nacionales de Ciencia.

## Cronología

### 1880s–1924: El origen de IBM
| Año  | Ingreso Bruto (en $m) | Empleados |
| ---- | --------------------- | --------- |
| 1890 |                       |           |
| 1895 |                       |           |
| 1900 |                       |           |
| 1905 |                       |           |
| 1910 |                       |           |
| 1915 | 4                     | 1,672     |
| 1920 | 14                    | 2,731     |
| 1925 | 13                    | 3,698     |

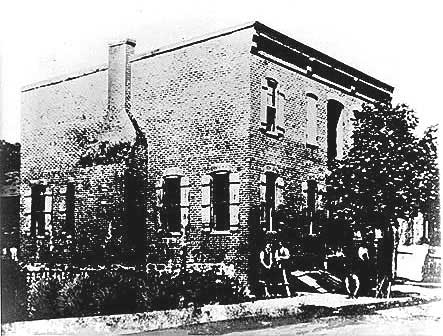
Planta de la Tabulating Machine Company en 1893.

Las raíces de IBM datan desde la década de 1880, décadas antes del desarrollo de los ordenadores electrónicos. Desde la década de 1960 o antes, IBM ha descrito su formación como la fusión de tres compañías: laTabulating Machine Company (con orígenes en Washington, DC en la década de 1880), la International Time Recording Company (fundada 1900 en Endicott), y la Computing Scale Company (fundada en 1901 en Dayton, Ohio, EE. UU.). La fusión fue diseñada por el financiero Charles Flint, y la nueva compañía se llamó la Computing Tabulating Recording (CTR) Company. CTR se constituyó el 16 de junio de 1911 en Endicott, Nueva York, EE. UU..
- https://es.wikipedia.org/wiki/Historia_de_IBM - * CTR era una sociedad de holding; las empresas individuales continuaron operando usando sus nombres establecidos hasta que la sociedad fue eliminada en 1933. El CTR stock de 1911 señala que cuatro empresas se fusionaron; los tres descritos por IBM, antes, y Bundy Manufacturing Company (fundada en 1889). Flint siguió siendo un miembro de la junta de CTR hasta su retiro en 1930.
Las empresas que se fusionaron para formar CTR fabricaban una amplia gama de productos, incluidos sistemas de monitoreo de tiempo para empleados, balanzas, cortadoras automáticas de carne, molinillos de café, y lo más importante para el desarrollo de la computadora, equipos para tarjetas perforadas. Las líneas de productos eran muy diferentes; Flint declaró que la consolidación
... en lugar de depender de los ingresos en una sola industria, seremos propietarios de tres líneas separadas y distintas de negocios, por lo que en tiempos normales, el interés y los fondos de amortización de sus bonos podrían ser obtenidos por cualquiera de estas líneas independientes, mientras que en tiempos anormales se tendrán tres posibilidades en lugar de uno para cumplir con sus obligaciones y pagar dividendos.
Con sede en la ciudad de Nueva York, la nueva empresa tenía 1300 empleados y oficinas y plantas en Endicott y Binghamton, Nueva York; Dayton, Ohio; Detroit, Michigan; Washington, D.C. ; y Toronto, Ontario.
De las empresas que se fusionaron para formar CTR, la más significativa tecnológicamente fue la Tabulating Machine Company, fundada por Herman Hollerith, y especializada en el desarrollo de equipos de procesamiento de datos de tarjetas perforadas. La serie de patentes de Hollerith en tecnología de máquinas de tabulación, solicitadas por primera vez en 1884, se basaron en su trabajo en la oficina de censo de Estados Unidos en los años 1879-82. Hollerith inicialmente trataba de reducir el tiempo y la complejidad necesaria para tabular el censo 1890. Su desarrollo de tarjetas perforadas en 1886 estableció el estándar de la industria para los próximos 80 años de tabular y calcular la entrada de datos.
En 1896 la empresa Tabulating Machine Company arrendó algunas máquinas a una empresa ferroviaria, pero se centró rápidamente en los retos estadísticos de en ese tiempo - el censo de 1900 de USA. Después de ganar el contrato con el gobierno, y completar el proyecto con una velocidad asombrosa, Hollerith se enfrentó con el desafío de mantener la empresa en los años sin censo. Regresó a enfocarse en las empresas privadas, tanto en Estados Unidos como en el extranjero, tratando de identificar las aplicaciones en la industria para sus máquinas. En 1911, Hollerith, ahora 51 y con la salud deteriorada vendió el negocio a Flint en 2.3 millones de dólares (de los cuales Hollerith consiguió $1.2 millones), que luego creó CTR.
Cuando las empresas diversificadas de CTR resultaron difíciles de gestionar, Flint buscó ayuda en el ejecutivo #2 de la National Cash Register Company, Thomas J. Watson. Watson se convirtió en director general de CTR en 1914 y presidente en 1915. Basándose en su experiencia de gestión en NCR, Watson implementó rápidamente una serie de tácticas de negocio: incentivos de ventas generosos, enfoque en el servicio al cliente, vendedores en traje oscuro, y un fervor evangélico para inculcar orgullo y lealtad en la compañía en todos los trabajadores. A medida que la fuerza de ventas creció en una rama altamente profesional y bien informada de la compañía, Watson centró su atención en proporcionar a gran escala, soluciones de tabulación a medida para las empresas, dejando el mercado para los pequeños productos de oficina a otros. También hizo hincapié en la importancia del cliente, uno de los principios IBM que siguen vigentes. La estrategia resultó exitosa, ya que durante los primeros cuatro años de Watson, los ingresos se duplicaron a US $ 2 millones, y las operaciones de la compañía se expandieron a Europa, América del Sur, Asia y Australia.
En el timón durante este período, Watson jugó un papel central en el establecimiento de lo que se convertiría en la organización y la cultura de IBM. Puso en marcha una serie de iniciativas que demostraban una fe inquebrantable en sus trabajadores. Contrató al primer trabajador con discapacidad de la empresa en 1914, formó el primer departamento de educación para empleados de la compañía en 1916 y en 1915 presentó su lema preferido, "THINK" (Pensar), que rápidamente se convirtió en el mantra corporativo. Watson impulsó el espíritu de empresa, alentando cualquier empleado con una queja presentársela a él o cualquier otro agente de la compañía - su famosa política de puertas abiertas. También patrocinó equipos deportivos de los empleados, salidas familiares y una banda de la empresa, esto basado en la creencia de que los empleados eran más productivos cuando recibían el apoyo de las familias y la comunidad. Estas iniciativas - cada una profundamente arraigada en el sistema de valores personal de Watson - se convirtieron en aspectos fundamentales de la cultura de IBM por el resto del siglo.
Dado el crecimiento geográfico de la compañía (incluyendo la terminación de tres plantas de fabricación en Europa), y su propia visión expansiva, Watson encontró el nombre CTR demasiado limitante. Un nombre de una publicación de la operación canadiense de CTR le llamó la atención, y el 14 de febrero de 1924, el nombre de CTR fue cambiado formalmente a International Business Machines Corporation, que más tarde se abreviaría como IBM.

#### Eventos Clave
1890: Tarjetas perforadas usadas para el censo de 1890
La oficina de censos de Estados Unidos usa tarjetas perforadas en el censo de 1890, reduciendo el tiempo del proceso de 10 años a solo 2 y ahorrando al gobierno $5 millones de dólares. Las tarjetas perforadas de Hollerith se convierten en el estándar de la industria para la tabulación los próximos 70 años. Tabulating Machine Company más tarde se fusionó con lo que se convertiría en IBM. El tamaño de las tarjetas perforadas fue dictado por el tamaño de los billetes de EE. UU. porque Hollerith dependía del uso de las máquinas de impresión y el equipo de guillotinado para producir las tarjetas para el censo. El tamaño de la tarjeta perforada de IBM se mantuvo constante hasta la desaparición de esa tecnología en la década de 1980 a pesar de que los billetes de Estados Unidos se habían reducido de tamaño considerablemente durante ese tiempo.
1906: Tabulador Hollerith Tipo I 
El primer tabulador con una alimentación automática de tarjetas y panel de control.
1911: Formación
Charles Flint, un empresario de renombre, ingenia la integración de cuatro compañías: la Tabulating Machine Company, la International Time Recording Company, la Computing Scale Company, y la Bundy Manufacturing Company. La combinada Computing Tabulating Recording Company (CTR) fabrica y vende máquinas que van desde escalas comerciales y registradores de tiempo a la industria de rebanadoras de carne y queso, junto con tabuladores y las tarjetas perforadas. Con sede en la ciudad de Nueva York, la nueva empresa tenía 1300 empleados y oficinas y plantas en Endicott y Binghamton, Nueva York; Dayton, Ohio; Detroit, Míchigan; Washington, D.C. ; y Toronto, Ontario.
1914: Llegada de Thomas J. Watson
 Thomas J. Watson Sr., con un año de sentencia en la cárcel pendiente - ver NCR - se hizo el gerente general de CTR. Menos de un año después, la sentencia de cárcel había sido revocada, y se convierte en presidente de la firma.
1914: First disabled employee
CTR contrata a su primer empleado discapacitado.
1915: Anuncios de "THINK" 
Los anuncios "THINK", basados en el lema acuñado por Thomas J. Watson, Sr., se utilizan en la empresa por primera vez.
1916: Educación a empleados
CTR invierte en sus empleados y crea un programa de educación. Durante las próximas dos décadas, el programa se ampliaría para incluir la educación de gestión, clubes de estudio voluntario, y la construcción de la Escuela IBM en 1933.
1917: CTR en Brasil
Inaugurada en Brasil en 1917, invitados por el Gobierno de Brasil para realizar el censo, CTR abrió una oficina en Brasil

1920: Primer tabulador de CTR con impresión
Con tabuladores anteriores la información tenía que ser capturada a mano
1923: CTR en Alemania
CTR adquiere participación mayoritaria de la firma alemana de tabulación Deutsche Hollerith Maschinen Groupe (Dehomag).
1924: International Business Machines
El 14 de febrero de 1924, el nombre de CTR se cambió oficialmente a International Business Machines Corporation (IBM), para reflejar con mayor precisión las aspiraciones y la misión de la empresa. El nombre fue utilizado por primera vez por la filial canadiense de la compañía en 1917.

### 1925–1938: Crecimiento inicial de IBM, la Gran Depresión
| Año  | Ingreso Bruto (en $m) | Empleados |
| ---- | --------------------- | --------- |
| 1925 | 13                    | 3,698     |
| 1930 | 19                    | 6,346     |
| 1935 | 21                    | 8,654     |

La recién fundada IBM continuó desarrollando sus atributos culturales centrales durante la década de 1920. Se puso en circulación un periódico de empleados, Business Machines, que unificaba la cobertura todos los negocios de IBM en una publicación. Se introdujo el cuarto de siglo Club, en honor a los empleados con 25 años de servicio a la compañía, y puso en marcha el Hundred Percent Club, para premiar al personal de ventas que cumplieron con sus cuotas anuales. En 1928, el programa Plan de Sugerencias - que concedía premios en efectivo a los empleados que contribuyeron con ideas viables sobre la manera de mejorar los productos y procedimientos de IBM - hizo su debut.
IBM y sus compañías predecesoras hicieron relojes y otros productos de control de tiempo por 70 años, esto culminó con la venta en 1958 de la División del Equipo de Tiempo a Simplex Time Recorder Company, IBM fabricaba y vendía equipos como grabadoras de marcación, grabadoras de trabajo, sellos de tiempo y grabadoras de tráfico.
La compañía también amplió su línea de productos a través de la ingeniería innovadora. Detrás de un grupo de inventores – James W. Bryce, Clair Lake, Fred Carroll, y Royden Pierce – IBM produjo una serie significante de innovaciones en sus productos. En los años siguientes de la Primera Guerra Mundial, el departamento de ingeniería e investigación de CTR desarrollaron mecanismos nuevos y mejorados para satisfacer las necesidades de ampliación de sus clientes. En 1920, la compañía introdujo el primer sistema de control de tiempo completo, y lanzó su primer tabulador con impresión. Tres años después, la compañía introdujo la primera perforadora eléctrica, y en 1924 Carroll Rotary Press producía tarjetas perforadas a velocidades inéditas. En 1928, la compañía tuvo su primera clase de enseñanza de la ingeniería del cliente, demostrando un pronto reconocimiento de la importancia de adaptar soluciones que se adapten a las necesidades del cliente. También introdujo la tarjeta perforada de 80 columnas en 1928, que duplicó su capacidad de información. Este nuevo formato, pronto apodada la "Tarjeta de IBM", se convirtió y siguió siendo un estándar de la industria hasta la década de 1970.
La Gran Depresión de la década de 1930 presentó un desafío económico sin precedentes, y Watson se encontró con el reto de frente, sin dejar de invertir en las personas, la fabricación y la innovación tecnológica a pesar de los tiempos económicos difíciles. En lugar de reducir el personal, contrató a empleados adicionales en apoyo del plan de la Administración Nacional de Recuperación del presidente Franklin Roosevelt - no sólo vendedores, ingenieros también. Watson no sólo mantuvo su fuerza de trabajo empleada, aumentó sus beneficios. IBM fue una de las primeras empresas a proporcionar un seguro de vida (1934), prestaciones de supervivencia (1935) y vacaciones pagadas (1936). Él elevó su apuesta en su fuerza de trabajo mediante la apertura de la Escuela IBM en Endicott para proporcionar educación y formación para los empleados de IBM. Y multiplicó en gran medida las capacidades de investigación de IBM mediante la construcción de un laboratorio sobre investigación moderna en Endicott.
Con toda esta inversión interna, Watson, en esencia, apostaba en el futuro. Fue la primera 'Bet the Company' de IBM, pero el riesgo valió la pena con creces. Las fábricas de Watson, produciendo a tope por seis años sin un mercado al cual vender, crearon un enorme inventario de equipo de tabulación no utilizado, afectando los recursos de IBM. Para reducir la fuga de dinero, Dayton Scale Division (el negocio de equipos de los servicios de alimentación) fue vendida en 1933 a Hobart Manufacturing por acciones. Cuando la Ley de Seguridad Social de 1935 - etiquetada como "la mayor operación de contabilidad de todos los tiempos"” – fue anunciada, IBM fue el único postor que podía proporcionar rápidamente el equipo necesario. La apuesta de Watson trajo a la compañía un contrato con el gobierno para mantener los registros de empleo para 26 millones de personas. Con un desempeño exitoso de IBM en el contrato de pronto dio lugar a otros órdenes de gobierno, y para el final de la década de IBM no sólo había pasado con seguridad por la Depresión, también quedó al frente de la industria. La decisión de Watson a invertir fuertemente en las capacidades de desarrollo y ventas técnicas, la educación para ampliar la amplitud de esas capacidades, y su compromiso con la línea de productos de procesamiento de datos sentó las bases para 50 años de crecimiento y éxitos IBM.
Su atención en la expansión internacional demostró ser un componente igualmente clave en el crecimiento del siglo 20 de la compañía y el éxito. Watson, habiendo sido testigo de los estragos que la Primera Guerra Mundial forjó en la sociedad y los negocios, imaginó el comercio como un obstáculo para la guerra. Vio a los intereses empresariales y la paz compatibles entre sí. De hecho, estaba tan convencido sobre la conexión entre los dos que su lema "Paz Mundial a través del comercio mundial" fue tallado en el exterior de la nueva sede central de IBM (1938) en la ciudad de Nueva York. El lema se convirtió en un mantra empresarial de IBM, y Watson hizo campaña incansablemente por el concepto con los líderes del gobierno y de los negocios globales. Se desempeñó como, anfitrión gubernamental no oficial de los líderes mundiales cuando visitaban Nueva York, y recibió numerosos premios de gobiernos extranjeros por sus esfuerzos para mejorar las relaciones internacionales a través de la formación de lazos comerciales.

#### Eventos Clave
1925: Primer Tabulador vendido a Japón
 En mayo de 1925, Morimura-Brothers entró en un contrato de agencia con IBM para importar tabuladores Hollerith a Japón. El primer tabulador de Hollerith en Japón se instaló la compañía Nippon Pottery (ahora Noritake) en septiembre de 1925, haciéndola el cliente #1 de IBM en Japón.
1927: IBM Italia
 IBM abre su primera oficina en Italia en Milán, y comienza a vender y operar con compañías de Seguros y Bancos.
1928: Un tabulador que pueden restar, Universidad de Columbia, la tarjeta de 80 columnas
El primer tabulador de IBM que podrían restar, el tabulador de IBM Tipo IV. IBM comienza su colaboración con Benjamin Wood, John Wallace Eckert y la Oficina de Estadística de la Universidad de Columbia. Las tarjetas perforadas de 80 columnas de IBM son introducidas. Sus agujeros rectangulares están patentados, finalizando la compatibilidad entre proveedores (de la tarjeta de 45 columnas anterior; Remington Rand pronto introduciría una tarjeta de 90 columnas).
1931: La primera máquina de tarjetas perforadas de IBM que podía multiplicarse, primera máquina alfabética contable de IBM
La IBM 600 Multiplying Punch. la primera máquina alfabética contable - aunque no es un alfabeto completo, el Tabulador alfabético modelo B fue rápidamente seguido por el alfabeto ATC completo.
1931: Super Computing Machine
 El término  Super Computing Machine  es utilizado por el periódico New York World para describir la Columbia Difference Tabulator, una máquina única en su tipo para fines especiales a base de tabulación hecha para la Oficina de Estadística de Columbia, una máquina tan grande que fue apodada Packard.
Packard atrajo a usuarios de todo el país: "la Fundación Carnegie, Yale, Pittsburgh, Chicago, Ohio State, Harvard, California y Princeton."
1933: Semana de 40 horas
IBM introdujo la semana de 40 horas para oficinas y plantas de manufactura.
1933: Compra de Electromatic Typewriter Co.
Comprada principalmente para conseguir que patentes importantes estén seguras en manos de IBM , las máquinas de escribir eléctricas se convertiría en uno de los productos más conocidos de IBM. En 1958 IBM adquiría el 8 % de sus ingresos de la venta de máquinas de escribir eléctricas.
1934 – Seguro de Vida en grupo
BM crea un plan de seguro de vida grupal para todos los empleados con al menos un año de servicio.
1934: Eliminación de la pieza de trabajo
Watson, Sr., coloca a los empleados de la fábrica de IBM con un salario, eliminando la pieza de trabajo y proporcionando a los empleados y sus familias con un mayor grado de estabilidad económica.
1934: IBM 801
Se introduce la máquina IBM 801 para bancos para verificar cheques bancarios. Un nuevo tipo de máquina de prueba, la 801 lista y separa los cheques, los avala y registra totales. Se mejora dramáticamente la eficiencia del proceso de liquidación de cheques.
1935: Administración del Seguro Social
Durante la Gran Depresión, IBM mantiene sus fábricas de máquinas nuevas produciendo, incluso mientras la demanda es floja. Cuando el Congreso aprueba la Ley de la Seguridad Social en 1935, IBM - con su gran inventario - es posicionada para ganar el contrato con el gobierno hito, que se llama "la mayor operación de contabilidad de todos los tiempos".
1937: Computación Científica
El centro de datos de la máquina de tabulación establecido en la Universidad de Columbia, dedicada a la investigación científica, se renombrada como Thomas J. Watson Astronomical Computing Bureau.
1937: La primera alzadora, la IBM 077 collator
1937: IBM produce 5 a 10 millones de tarjetas perforadas cada día
Para 1937... IBM cuenta con 32 prensas en el trabajo en Endicott, Nueva York, imprimiendo, cortando y apilando de cinco a 10 millones de tarjetas perforadas cada día.
1937: IBM 805 test scoring machine
Rey Johnson diseña la IBM 805 Test Scoring Machine para acelerar enormemente el proceso de prueba de puntuación. La innovación de la 805 con la tecnología sensible a las marcas de lápiz, hace popular la frase, "favor de rellenar completamente el óvalo".
1937: Conferencia de Berlín
Como presidente de la Cámara de Comercio Internacional, Watson Sr., preside el noveno Congreso de Berlín. Allí acepta la Orden del Águila Alemana, una medalla del gobierno nazi en honor a sus actividades en favor de la paz mundial y el comercio internacional. (que más tarde devolvió)

1937: Vacaciones pagadas
IBM anuncia una política de pago a los empleados por seis de las vacaciones anuales y se convierte en una de las primeras compañías de Estados Unidos a conceder la paga de vacaciones. Las vacaciones pagadas también comienzan

1937: IBM Japón
Japan Wattoson Statistics Accounting Machinery Co., Ltd. (日本ワットソン統計会計機械株式会社, ahora IBM Japan) fue establecida en Japón.

1938: Nuevas Oficinas Centrales
Cuando IBM mueve su nueva sede mundial a 590 Madison Avenue, Nueva York, Nueva York, en enero de 1938, la compañía tiene operaciones en 79 países.

### 1939–1945: Segunda Guerra Mundial
| Año  | Utilidad Bruta (in $m) | Empleados |
| ---- | ---------------------- | --------- |
| 1940 | 45                     | 12,656    |
| 1945 | 138                    | 18,257    |

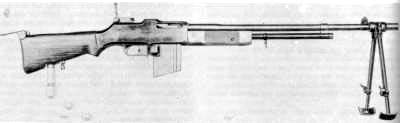
Rifle Automático Browning

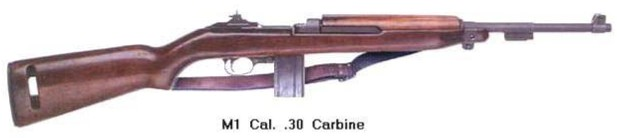
Carabina M1

En las décadas anteriores a la aparición de la 2 ª Guerra Mundial IBM tenía operaciones en muchos países que estarían involucrados en la guerra, tanto en el lado de los Aliados y el Eje. IBM tenía una filial muy lucrativa en Alemania, de la cual era el dueño mayoritario, así como las operaciones en Polonia, Suiza y otros países de Europa. Al igual que con la mayoría de otras empresas propiedad de enemigos en los países del Eje, estas filiales pasaron a manos de los nazis y otros gobiernos del Eje a principios de la guerra. La sede de Nueva York por su parte trabajó para ayudar al esfuerzo de guerra estadounidense.

#### IBM en América
Cuando comenzó la Segunda Guerra Mundial - antes de que Estados Unidos estuviera comprometido formalmente en el conflicto - Watson colocó todas las instalaciones de IBM a la disposición del gobierno de Estados Unidos.
Las líneas de producción de IBM
pasaron de equipos para tabulación y dispositivos de grabación de tiempo a visores de bombardeo Sperry y Norden, rifles automáticos Browning, carabinas M1, y
shifted from tabulating equipment and time recording devices to Sperry and Norden bombsights, Browning Automatic Rifle and the M1 Carbine, and piezas de motor - en total, más de tres docenas de los principales elementos de artillería y 70 productos en general. Watson estableció un uno por ciento nominal de los beneficios en aquellos productos y utilizó las ganancias para establecer un fondo para las viudas y huérfanos de las víctimas de guerra de IBM.
Fuerzas militares aliadas utilizaron ampliamente equipo de tabulación de IBM para registros de unidades móviles, balística, contabilidad y logística, y otros fines relacionados con la guerra
Las fuerzas militares aliadas utilizaron ampliamente los equipos de tabulación IBM's para unidades de grabación mobil, ballistica, contabilidad y logística, y otras máquinas relacionadas con propósitos de la guerra. Hubo un amplio uso de máquinas de tarjetas perforadas para los cálculos realizados en Laboratorio Nacional de Los Álamos durante el Proyecto Manhattan para el desarrollo de la primera arma nuclear Durante la guerra, IBM también construyó el "Automatic Sequence Controlled Calculator", también conocido como Harvard Mark I para la Marina de los EE. UU. - la primera calculadora electromecánica de gran escala en los EE. UU..
En 1933 IBM había adquirido los derechos de Radiotype, una máquina de escribir eléctrica conectada a un transmisor de radio.  “In 1935 el almirante Richard E. Byrd envió exitosamente un mensaje de prueba de Radiotype 11,000 millas desde la Antártida a una estación de recepción IBM en Ridgewood, New Jersey” Sinstalaciones seleccionadas por Existieron instalaciones de Radiotype en Nueva York, Atlanta, Dayton, Omaha y Seattle, y estaban vinculados a los cuarteles de Signal Corps para su uso durante la guerra, manejando hasta 50 millones palabras al día, el equivalente a 1,315 novelas. y podían mover un solo mensaje corto en todo el mundo en menos de cuatro minutos ; estas máquinas Radiotype serían posteriormente devueltas a IBM después de la guerra.
Para satisfacer la demanda de productos en tiempos de guerra, IBM amplió enormemente su capacidad de fabricación. IBM construyó nuevos edificios en Endicott (1941), y abrió nuevas instalaciones en Poughkeepsie, Nueva York (1941), Washington, D.C. (1942), y San Jose, California (1943). La decisión de IBM para establecer una presencia en la costa oeste se debió a la creciente base de investigación de electrónica y otras innovaciones de alta tecnología en la parte sur de la bahía de San Francisco, una zona que llegó a ser conocido muchas décadas más tarde como Silicon Valley.

#### IBM en Alemania y la Europa ocupada por los nazis
Los nazis hicieron un uso extensivo de los equipos Hollerith, la filial alemana de IBM suministraba este equipo desde principios de 1930 - vía una subsidiaria propiedad de IBM,
The Nazis made extensive use of Hollerith equipment and that IBM's German subsidiary supplied this equipment from the early 1930s – via a majority owned subsidiary of IBM, Deutsche Hollerith Maschinen GmbH (Dehomag). Este equipo fue fundamental para los esfuerzos nazis de categorizar los ciudadanos de Alemania y otras naciones que cayeron bajo el control nazi a través de los censos en curso. Estos datos del censo se utiliza para facilitar el resumen de Judíos y otros grupos objetivo, y para catalogar sus movimientos a través de la maquinaria del holocausto, incluyendo el internamiento en los campos de concentración.
Al igual que cientos de empresas extranjeras que hicieron negocios en Alemania en ese momento, Dehomag quedó bajo el control de las autoridades nazis antes y durante la Segunda Guerra Mundial. Un Nazi, Hermann Fellinger, fue nombrado por los alemanes como un custodio de la propiedad enemiga y fue colocado a la cabeza de la filial Dehomag.
El historiador y escritor Edwin Black, en su libro más vendido sobre el tema, sostiene que la incautación de la filial alemana era una treta. Escribió: "La empresa no fue saqueada, sus máquinas arrendadas no se incautaron, e [IBM] siguió recibiendo dinero canalizado a través de su filial en Ginebra." En su libro argumenta que IBM era un proveedor activo y entusiasta al régimen nazi mucho después de que deberían haber dejado de tratar con ellos. Incluso después de la invasión de Polonia, IBM continuó al servicio y ampliando los servicios al Tercer Reich en Polonia y Alemania. La incautación de IBM se produjo después de Pearl Harbor y la Declaración de Guerra, en 1941.

#### Eventos Clave
1942: Formación para personas con discapacidad
 IBM lanza un programa para capacitar y emplear a personas con discapacidad en Topeka, Kansas. Las clases comienzan el siguiente año en la ciudad de Nueva York, y pronto a la empresa se le pide a unirse a la Comisión Presidencial para el Empleo de las Personas con Discapacidad.
1943: Primera vicepresidenta
IBM nombra a su primera vicepresidenta.
1944: ASCC
IBM presenta el primer ordenador de cálculo a gran escala del mundo, el Automatic Sequence Control Calculator (ASCC). Diseñado en colaboración con la Universidad de Harvard, la ASCC, también conocido como el Mark I, utiliza relés electromecánicos para resolver problemas de suma en menos de un segundo, la multiplicación en seis segundos, y la división en 12 segundos.
1944: Fundación de United Negro College
El presidente de IBM Thomas J. Watson, Sr., se une a la Comisión Consultiva de la United Negro College Fund (UNCF), e IBM contribuye a los esfuerzos de recaudación de fondos del UNCF.
1945: Primer laboratorio de investigación de IBM
Primer centro de investigación de IBM, el Laboratorio de Computación Científica Watson, se abre en una casa de fraternidad reformado, cerca de la Universidad de Columbia en Manhattan. En 1961, IBM traslada su sede de investigación a el T.J. Watson Research Center en Yorktown Heights, Nueva York.

### 1946–1959: La recuperación de la posguerra, el aumento de la informática empresarial, la exploración espacial, la Guerra Fría
| Año  | Ingreso Bruto (en $m) | Empleados |
| ---- | --------------------- | --------- |
| 1950 | 266                   | 30,261    |
| 1955 | 696                   | 56,297    |
| 1960 | 1,810                 | 104,241   |

IBM se había expandido tanto para el fin de la Guerra que la empresa se enfrentaba a una situación potencialmente difícil - ¿que ocurriría si el gasto militar se redujo drásticamente? Una manera de IBM abordó esta preocupación fue la de acelerar su crecimiento internacional en los años posteriores a la guerra, que culminó con la formación de la Corporación Mundial de Comercio en 1949 para administrar y crecer sus negocios en el extranjero. Bajo el liderazgo del hijo menor de Watson, Arthur K. 'Dick' Watson, el WTC eventualmente produciría la mitad de las ganancias de IBM para la década de 1970.
Un nuevo IBM surgió en la década de 1950. Con la muerte del fundador Thomas J. Watson, Sr. el 19 de junio de 1956 en 82 años, IBM experimentó su primer cambio de liderazgo en más de cuatro décadas. El mando cayó a su hijo mayor, Thomas J. Watson, Jr., Presidente de IBM desde 1952.
El nuevo presidente ejecutivo se enfrentó a una tarea de enormes proporciones. La compañía se encontraba en medio de un período de rápidos cambios tecnológicos, con tecnologías informáticas nacientes - ordenadores, equipos de almacenamiento en cinta magnética, unidades de disco, programación - el surgimiento de nuevos competidores y la incertidumbre del mercado. Internamente, la empresa fue creciendo a pasos agigantados, creando presiones organizacionales y desafíos de gestión significativas. Al carecer de la fuerza y personalidad que Watson, Sr. siempre había usado para mantener junto IBM, Watson, Jr. y altos ejecutivos se preguntaban en privado si la nueva generación de liderazgo estaba a la altura para la gestión de la empresa a través de este período tumultuoso.  "Estamos", escribió un ejecutivo de IBM en 1956, "en grave peligro de perder nuestros "eternos"valores que son tan válidos en días electrónicas como en los días que todo era mecánico."
Watson, Jr., respondió mediante la reestructuración drástica de la organización a solo meses de morir su padre, creando una estructura de gestión moderna que le permitió supervisar de manera más efectiva a la empresa en rápido movimiento. Él codificó prácticas y filosofía bien conocidos pero no escritas de IBM en las políticas y programas institucionales formales.
Él siguió ampliando las capacidades físicas de la compañía - en 1952 IBM San José lanzó un laboratorio de desarrollo de almacenamiento que fue pionera en las unidades de disco. Instalaciones importantes le seguirían en Rochester, Minnesota; Greencastle, Indiana; Kingston, Nueva York; y Lexington, Kentucky.
Major facilities would later follow in Rochester, Minnesota; Greencastle, Indiana; Kingston, New York; and Lexington, Kentucky. Y terminó un debate interno sobre arquitectura de computadores con esta inequívoca declaración de política sobre desarrollo de productos en 1957:
And he ended a raging internal debate about computer architecture with this unambiguous 1957 product development policy statement: "Será la política de IBM utilizar circuitos de estado sólido en todos los desarrollos. Por otra parte, no habrá nuevas máquinas comerciales o dispositivos que hagan uso principal de los circuitos de bulbos".
Watson, Jr., también siguió colaborando con el gobierno de Estados Unidos para impulsar la innovación computacional. El surgimiento de la Guerra Fría aceleró la conciencia de la importancia de la informática digital del gobierno, e impuls´p proyectos del Departamento de Defensa aradesarrollo de computadoras en la década de 1950.
The emergence of the Cold War accelerated the government's growing awareness of the significance of digital computing, and drove major Department of Defense supported computer development projects in the 1950s. De ellos, ninguno fue más importante que el SAGE interceptor sistema de defensa aérea de detección temprana.

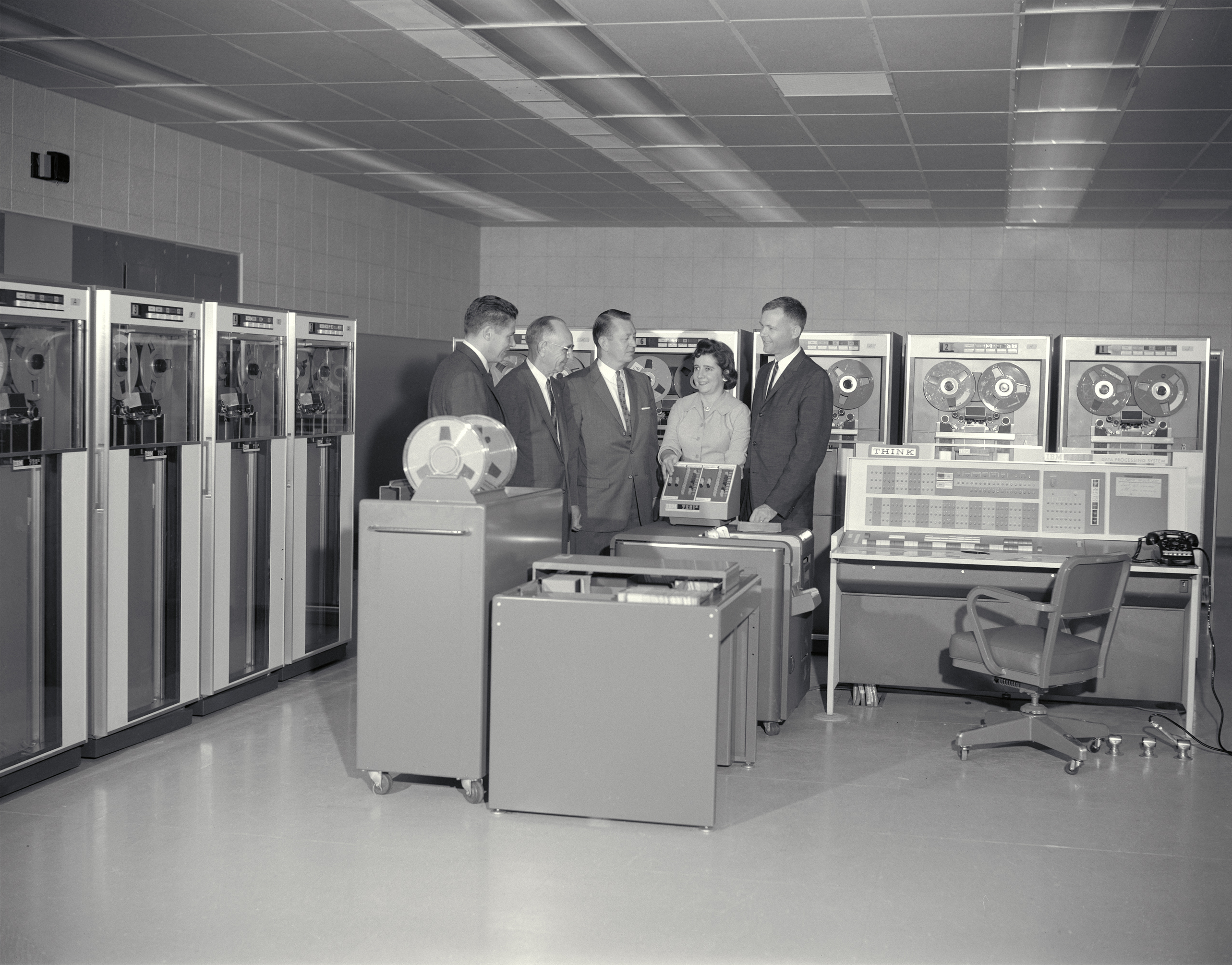
Instalaciones de la IBM 7090

En 1952, IBM comenzó a trabajar con Lincoln Laboratories para finalizar el diseño de un equipo de defensa aérea. La fusión de culturas de ingeniería empresarial y académica resultó problemática, pero las dos organizaciones finalmente lograron un diseño para el verano de 1953, e IBM se adjudicó el contrato para construir dos prototipos en septiembre. En 1954, IBM fue nombrada como contratista principal para el desarrollo de hardware informático SAGE para la Fuerza Aérea de los Estados Unidos. Trabajando en este sistema de computación y comunicaciones, IBM tuvo acceso a la investigación pionera que se estaba haciendo en IMT, el primer ordenador digital en tiempo real. Esto incluye trabajar en muchos otros avances en tecnología informática, tales como memoria de núcleo magnético, un gran sistema operativo en tiempo real, una pantalla de vídeo integrada, pistola de luz, el primer lenguaje de computación algebraica efectivo, técnicas de conversión de analógico a digital y de digital a analógico, transmisión de datos por líneas telefónicas, multiprocesos y redes geográficamente distribuidas. IBM construyó cincuenta y seis computadoras SAGE al precio de US $30 millones cada una, y en la cima del proyecto dedicaba más de 7000 empleados (20 % de su fuerza de trabajo) para el proyecto. SAGE continuó en servicio hasta 1984.
Más valioso para la IBM en el largo plazo que los beneficios de los proyectos gubernamentales, sin embargo, fue el acceso a la investigación de vanguardia en las computadoras digitales que se realizaba bajo los auspicios militares. IBM, sin embargo, no pudo obtener un papel aún más dominante en la naciente industria al permitir que el RAND Corporation hacerse cargo de la tarea de la programación de los nuevos ordenadores, porque, según Robert P. Crago uno de los participantes del proyecto, "no podíamos imaginar donde podríamos absorber dos mil programadores de IBM cuando su trabajo terminara algún día, lo que demuestra lo bien que entendíamos el futuro en ese momento."" IBM podría utilizar su experiencia en el diseño de redes masivas en tiempo real, integradas con SAGE para diseñar su sistema SABRE de reserva de vuelos, que se lanzó con mucho éxito.
Estas asociaciones gubernamentales, junto con la investigación pionera de tecnología informática y una serie de productos de éxito comercial  (IBM's 700, the IBM 650, the IBM 305 RAMAC y el IBM 1401) permitieron emerger de la década de 1950 como la empresa de tecnología líder en el mundo. Watson Jr. había contestado a su falta de confianza. En los cinco años transcurridos desde la muerte de Watson, Sr., IBM era dos veces y media más grande, sus acciones se había quintuplicado, y de las 6000 computadoras en operación en los Estados Unidos, más de 4000 eran máquinas de IBM

#### Eventos Clave
1946: IBM 603
 IBM anuncia la IBM 603 Electronic Multiplier, el primer producto comercial de incorporar circuitos aritméticos electrónicos. Los 603 utilizaban tubos de vacío para realizar la multiplicación mucho más rápidamente que los dispositivos electromecánicos anteriores. Había comenzado su desarrollo como parte de un programa para hacer un "super calculadora" que calculara más rápido que el IBM ASCC mediante el uso de la electrónica.
1946: Máquina de escribir con caracteres chinos
IBM presenta una máquina de escribir eléctrica con caracteres ideográficos chinos, lo que permitió un usuario experimentado escribir a un ritmo de 40 a 45 palabras por minuto. La máquina utiliza un cilindro en el que se graban los 5400 tipos de caracteres ideográficos.
1946: En primer vendedor negro
IBM contrata a su primer vendedor Negro, 18 años antes de la Ley de Derechos Civiles de 1964.
1948: IBM SSEC
Primera máquina calculadora digital de IBM a gran escala, la calculadora electrónica selectiva de secuencia, es anunciada. El SSEC es el primer equipo que puede modificar un programa almacenado, y contó con 12.000 tubos de vacío y 21.000 relés electromecánicos.
1950s: Exploración Espacial
Desde el desarrollo de tablas de balística durante la Segunda Guerra Mundial a el diseño y desarrollo de misiles intercontinentales a la puesta en marcha y seguimiento de satélites para vuelos tripulados lunares y transbordador espacial, IBM ha sido un contratista para la NASA y la industria aeroespacial.
1952: IBM 701
IBM ingresa al negocio de las computadoras mediante la introducción del 701, su primera computadora electrónica a gran escala. El presidente de IBM Thomas J. Watson, Jr., más tarde recordó, el 701 es "la máquina que nos llevó en el negocio de la electrónica."
1952: Columna de vacío de cinta magnética
IBM introduce columna de vacío unidad de la cinta magnética, haciendo posible a la cinta magnética convertirse en un medio de almacenamiento de datos viable. El uso de la columna de vacío en el sistema IBM 701 señala el comienzo de la era de almacenamiento magnético, conforma esta tecnología es ampliamente adoptada en toda la industria.
1952: Primer laboratorio de investigación en California
IBM abre su primer laboratorio de la Costa Oeste, en San José, California: el área que décadas más tarde llegará a ser conocida como "Silicon Valley."Dentro de cuatro años, el laboratorio comienza a hacer historia inventando el  disco duro.
1953: Carta de política de igualdad de oportunidades
Thomas J. Watson, Jr., publica el primer escrito de la carta de política de igualdad de oportunidades de la compañía: un año antes de la decisión de la Corte Suprema de Estados Unidos en Brown contra la Junta de Educación y 11 años antes de la Ley de Derechos Civiles de 1964.
1953: IBM 650
 IBM anuncia el IBM 650 Magnetic Drum Data-Processing Machine, un ordenador electrónico de tamaño intermedio, para manejar los negocios y cálculos científicos. Un éxito en universidades y empresas, fue el equipo más popular de la década de 1950. Cerca de 2000 650s IBM se comercializaron en 1962.
1954: NORC
IBM desarrolla y construye la computadora electrónica más poderosa y más rápida, de su tiempo: la Artillería Naval de Investigación Informática (NORC): para la Marina de los Estados Unidos.
1956: Primera unidad de disco duro magnético
IBM presenta el primer disco duro magnético del mundo para el almacenamiento de datos. El IBM 305 RAMAC (Random Access Method of Accounting and Control) ofrece un rendimiento sin precedentes al permitir el acceso aleatorio a cualquiera de los millones de caracteres distribuidos en ambos lados de 50 discos de dos metros de diámetro. Producido en California, primero el disco duro de IBM almacena alrededor de 2000 bits de datos por pulgada cuadrada y cuesta alrededor de $ 10.000 por megabyte. Para 1997, el costo de almacenar un megabyte había caído a alrededor de diez centavos.
1956: Decreto de Consentimiento
El Departamento de Justicia de los Estados Unidos entra en un decreto de consentimiento contra IBM en 1956 para evitar que la empresa se convierta en un monopolio en el mercado de tabulación de tarjetas perforadas y, más tarde, en máquinas de procesamiento de datos electrónicos. El decreto requiere que IBM venda sus computadoras, así como arrendarlas y dar servicio y venta de piezas para los equipos que IBM ya no poseía.
1956: Rediseño corporativo
A mediados de la década de 1950, Thomas J. Watson, Jr., fue consciente de lo mal que IBM estaba manejando el diseño corporativo. Contrató a un consultor de diseño Eliot Noyes para supervisar la creación de un Programa de Diseño Corporativo formal, y encargó a Noyes la creación de una apariencia de clase mundial coherente para IBM. Durante las próximas dos décadas Noyes contrató a una serie de influyentes arquitectos, diseñadores y artistas para diseñar productos de IBM, estructuras, exposiciones y gráficos. Esta lista incluye a Eero Saarinen, Marcel Breuer, Mies van der Rohe, John Bolles, Paul Rand, Isamu Noguchi y Alexander Calder.
1956: El primer laboratorio europeo de investigación
IBM abre su primer laboratorio de investigación fuera de los Estados Unidos, en la ciudad suiza de Zúrich.
1956: Cambio de manos
Watson Sr., se retira y entrega de IBM a su hijo, Watson Jr.. Watson Sr. muere poco después.
1956: Conferencia de Williamsburg
Watson Jr., reunió a unos 100 ejecutivos de IBM para una reunión especial de tres días en Williamsburg, Virginia. La reunión dio lugar a una nueva estructura organizativa que contó con un comité de gestión corporativa de seis miembros y delegó más autoridad al liderazgo de la unidad de negocio. Fue la primera reunión importante que IBM ntenía sin Thomas J. Watson Sr., y marcó el surgimiento de una segunda generación de liderazgo de IBM.
1956: Inteligencia Artificial
Arthur L. Samuel del laboratorio de IBM's Poughkeepsie, New York, programas un IBM 704 para jugar damas inglesas utilizando un método en el que la máquina puede "aprender" a partir de su propia experiencia. Se cree que es el primer programa de "auto-aprendizaje", una demostración del concepto de inteligencia artificial.
1957: FORTRAN
IBM revoluciona la programación con la introducción de FORTRAN, que pronto se convierte en el lenguaje de programación más utilizado para el trabajo técnico.FORTRAN sigue siendo la base de muchos programas de análisis numérico importantes.
1958: SAGE AN/FSQ-7
 SAGE (Semi-Automatic Ground Environment) AN/FSQ-7 es construida bajo contrato con el MIT Lincoln Laboratories para el Sistema de Defensa Aérea de Estados Unidos.
1958: Programa de Puertas Abiertas
Primero implementado por Watson, Sr., en la década de 1910, la puerta abierta era una práctica tradicional de la empresa que concede a los empleados con quejas audiencias con altos ejecutivos, incluyendo Watson, Sr.. IBM formaliza esta práctica en la política en 1958 con la creación del Programa Puerta Abierta.
1959: Speak Up!
Un ejemplo más de la buena voluntad de IBM para solicitar y actuar en la retroalimentación de los empleados, el programa Speak Up! fue creado por primera vez en San José.
1959: IBM 1401
 IBM introduce el 1401, la primera computadora de transistores de gran volumen, con almacenado de programa, memoria en el núcleo. Su versatilidad en la gestión de aplicaciones empresariales de todo tipo ayuda a que se convierta en el modelo de computadora más popular en el mundo a principios de 1960.
1959: IBM 1403
IIBM presenta la impresora 1403, que inicia la era de impresión de impacto de alto volumen y velocidad. El 1403 no será superado por la calidad de impresión hasta el advenimiento de la impresión láser en la década de 1970.

### 1960–1968: El Sistema/360
| Año  | Ingreso Bruto (en $m) | Empleados |
| ---- | --------------------- | --------- |
| 1955 | 696                   | 56,297    |
| 1960 | 1,810                 | 104,241   |
| 1965 | 3,750                 | 172,445   |
| 1970 | 7,500                 | 269,291   |

Al igual que su padre vio el futuro de la compañía en los tabuladores en lugar de escalas y relojes, Thomas J. Watson, Jr.., vio el rol que los ordenadores jugarían en los negocios, y en menos de veinte años lideró la transformación de IBM de un fabricante mediano de equipos tabuladores y máquinas de escribir en un gigante corporativo que fue la empresa de informática más importante del mundo. IBM fue la más grande de las ocho principales empresas de informática en los 60s  (junto a UNIVAC, Burroughs, NCR, Control Data Corporation, General Electric, RCA y Honeywell) Personas en este negocio sería hablarían en broma de "Blancanieves y los siete enanitos", dado el tamaño mucho menor de las divisiones de informática los de otras compañías (IBM producía aproximadamente el 70 % de todas las computadoras en 1964).
Por otra parte, IBM se convirtió en una de las compañías miradas del mundo, un icono de los negocios legítimos. La compañía comenzó cuatro décadas de patrocinio olímpico en los Juegos de Invierno de 1960 en Squaw Valley, California. Se convirtió en un líder reconocido en la responsabilidad social corporativa, unirse a los programas federales de igualdad de oportunidades en 1962, la apertura de una planta de fabricación interior de la ciudad en 1968, y la creación de un programa de proveedores minoritarios. Dirigió esfuerzos para mejorar la seguridad de los datos y proteger la privacidad. Asimismo, fijó las normas de emisiones de aire / agua del medio ambiente que excedieron las dictadas por la ley, y trajo todas sus instalaciones en el cumplimiento de esas normas. Abrió uno de los centros de investigación más avanzados del mundo en Yorktown, Nueva York. Sus operaciones internacionales crecieron rápidamente, produciendo más de la mitad de los ingresos de IBM por la década de 1970 y a través de la transferencia de tecnología conformó la forma en la que los gobiernos y las empresas se gestionaban en todo el mundo. Su personal y la tecnología juegan un papel integral en el programa espacial y el aterrizaje de los primeros hombres en la Luna en 1969. En ese mismo año se cambió la forma en que comercializa su tecnología a los clientes, la desagregación de hardware del software y servicios, el lanzamiento eficaz de software y la industria de servicios que hoy valen millones de dólares. Era enormemente rentable, con un aumento de casi cinco veces en los ingresos y ganancias durante la década de 1960. Podría no haber sido así, si Watson no hubiera tomado el riesgo más grande de su carrera.
El 7 de abril de 1964, IBM introdujo el revolucionario System/360, la primera "familia" grande de computadoras en utilizar software intercambiables y equipos periféricos. Fue una audaz salida de la línea actual de productos de IBM de máquinas incompatibles, cada máquina "diseñado como una solución económica para una clase limitada de las necesidades del cliente". Pero la revista Fortune lo denominó "La apuesta de IBM de $ 5,000,000,000" porque no había ninguna garantía de que el concepto de compatibilidad del ordenador fuera a tener éxito en el mercado. Si el S / 360 fallaba, la línea de productos de equipo existente de IBM sería superada rápidamente por los competidores. Pero para que tuviera éxito, tendría que canibalizar líneas de producto informático existentes, que producían ingresos a IBM - clientes actuales tendrían que ser convencido para migrar de sus sistemas actuales de IBM a este nuevo sistema, no probado. Ambos escenarios eran lleno de riesgos. Así, cuando se comprometió a desarrollar el Sistema / 360, Watson, Jr., como su padre 30 años antes, le apostaba a la compañía. Y, al igual que lo hizo con su padre, la apuesta de Watson Jr. dio sus frutos, y algo más. En dos años, el Sistema / 360 se convirtió en la computadora central dominante en el mercado, tan dominante que su arquitectura se convirtió en un estándar de facto de la industria, incluso hasta nuestros días. El mainframe de IBM que se apoderó de la cuota de mercado en la década de 1960 es el antepasado directo del Sistema zEnterprise de IBM de hoy.
En la cresta de la ola de compatibilidad de S / 360, IBM consolidó su posición de liderazgo en la industria de la computación en toda la década de 1960. A finales de la década, los siete enanitos se vieron obligados a reconsiderar su lugar en la industria de la computación. La mayoría de esas empresas ya no existen como competidores de IBM, a excepción de Unisys, que es el resultado de múltiples fusiones que incluyeron Sperry Rand, UNIVAC y Burroughs, y General Electric, que ha vuelto a entrar en la negocio en los últimos años.[cita requerida]

#### Eventos Clave
1961: IBM 7030 Stretch

BM ofrece su primer superordenador 7030 Stretch. Stretch no está a la altura de sus objetivos de diseño originales, y no es un éxito comercial. Pero es un producto visionario que es pionero en numerosas tecnologías informáticas revolucionarias que están pronto serán adoptadas por la industria de la computación.
1961: Thomas J. Watson Research Center

IBM traslada su sede de investigación de Manhattan al condado de Westchester, Nueva York, abriendo la J. Watson Research Center Thomas que sigue siendo centro de investigación más grande de IBM, centrado en semiconductores, ciencias de la computación, ciencias físicas y matemáticas.
1961: IBM Selectric typewriter

IBM presenta la línea de productos de máquina de escribir Selectric. Posteriores modelos de Selectric cuentan con memoria, dando lugar a los conceptos de procesamiento de textos y autoedición. La máquina ganó numerosos premios por su diseño y funcionalidad. Selectrics y sus descendientes finalmente capturaron el 75 por ciento del mercado de los Estados Unidos de máquinas de escribir eléctricas utilizado para los negocios. IBM sustituye la línea Selectric con el IBM Wheelwriter en 1984 y transferido su negocio de la máquina de escribir a la recién formada Lexmark en 1991.
1961:Programa generador de informes 

IBM ofrece su Programa Generador de informes, una aplicación que permite a usuarios de IBM 1401 producir informes. Esta capacidad fue ampliamente adoptado en toda la industria, convirtiéndose en una característica que se ofrece en las siguientes generaciones de computadoras. Desempeñó un importante papel en la exitosa introducción de los ordenadores en las pequeñas empresas.
1962: Creencias básicas

 Sobre la base de las políticas de IBM establecidos, Thomas J. Watson, Jr., codifica tres creencias básicas de IBM: el respeto a la persona, servicio al cliente y la excelencia.
1962: SABRE

Dos IBM 7090 mainframes formaron la columna vertebral del sistema de reservas SABRE de American Airlines. Como el primer sistema de reserva de vuelos para trabajar en directo a través de líneas telefónicas, SABRE vinculado computadoras de alta velocidad y comunicaciones de datos para manejar el inventario de seguridad y registros de pasajeros.
1964: IBM System/360

Es el anuncio de producto más importante en la historia de la compañía hasta la fecha, IBM presenta el IBM System / 360: un nuevo concepto de computadoras que crea una "familia" de pequeños a grandes ordenadores, incorporando IBM Solid Logic Technology (SLT) microelectrónica y usando las mismas instrucciones de programación. El concepto de una "familia" de los ordenadores compatibles transforma la industria.
1964: Procesador de textos

IBM introduce la cinta magnética IBM Selectric Typewriter, un producto que fue pionero en la aplicación de los dispositivos de grabación magnética a la máquina de escribir, y dio lugar a la elaboración de procesadores de texto de escritorio. Conocida entonces como "tipificación poder", la función de revisión de almacenado de texto mejorada eficiencia de la oficina al permitir que los mecanógrafos que escriben a velocidad de "borrador" sin la presión de tener que preocuparse por los errores.
1964: Nueva sede corporativa

IBM traslada su sede corporativa de la ciudad de Nueva York a Armonk, Nueva York.
1965: Vuelos espaciales Gemini

Un ordenador de 59 libras a bordo para orientación se utiliza en todos los vuelos espaciales Gemini, incluyendo el primer encuentro de la nave espacial. Los científicos de IBM completan el cálculo más preciso de la órbita de la Luna y desarrollar una técnica de fabricación para conectar cientos de circuitos en una oblea de silicio.
1965: New York World's Fair

El Pabellón de IBM cierra la Feria Mundial de Nueva York, después de haber recibió a más de 10 millones de visitantes durante su existencia de dos años.
1966: Dynamic Random-Access Memory (DRAM)

IBM inventa células DRAM de un transistor que permiten mayores aumentos en la capacidad de memoria. Chips DRAM se convierten en el pilar de los sistemas de memoria para computadoras modernas: nace el "crudo" de la era de la información.
1966: IBM System/4 Pi
IBM envía su primer sistema / ordenador 4pi, diseñado para cumplir con los requisitos del Departamento de Defensa y de la NASA. Más de 9000 unidades de los sistemas 4pi son entregados por la década de 1980 para su uso en el aire, el mar y el espacio.
1967: Geometría Fractal 

El investigador de IBM Benoit Mandelbrot concibe la geometría fractal- el concepto de que las formas aparentemente irregulares pueden tener estructura idéntica en todas las escalas. Esta nueva geometría hace que sea posible describir matemáticamente los tipos de irregularidades existentes en la naturaleza. El concepto tiene un gran impacto de los campos de la ingeniería, la economía, la metalurgia, el arte, las ciencias de la salud, y la infografía y animación.
1968: IBM Customer Information Control System (CICS)

IBM presenta el monitor de transacciones CICS. CICS sigue siendo hasta el día de hoy de los más populares de la industria de monitores.

### 1969: Derecho de la competencia, la separación de software y servicios
La cuota de mercado dominante de IBM a mediados de la década de 1960 dio lugar a investigaciones antimonopolio por parte Departamento de Justicia de los Estados Unidos, la cual presentó una denuncia por el caso Estados Unidos vs IBM  en la Corte de el Distrito Sur de Nueva York, el 17 de enero de 1969. La demanda alega que IBM violó el artículo 2 de la Ley Sherman por monopolio o el intento de monopolizar el mercado de los sistemas de ordenador digital electrónico de propósito general, en concreto ordenadores diseñados para los negocios. El caso duró 13 años. IEn 1982, el Departamento de Justicia por fin llegó a la conclusión de que el caso era "sin méritos" y la dejó rechazó, pero tener que operar bajo el manto de un litigio antimonopolio impactado significativamente las decisiones y operaciones de negocios de IBM durante toda la década de 1970 y una buena parte de la década de 1980.
En 1969 IBM separó el software y los servicios de las ventas de hardware. Hasta este momento los clientes no pagan por el software o los servicios por separado del muy alto precio por el alquiler del hardware. El software se ofrecía sin cargo adicional, generalmente en forma de código fuente; servicios (ingeniería de sistemas, la instalación del sistema) se proporcionaban de forma gratuita, a discreción de IBM. Esta práctica existía en toda la industria. Citando al abstact de un paper muy leído sobre el tema:

Muchas personas creen que un evento fundamental en el crecimiento del mercado de los productos de software fue la decisión de IBM, en 1969, de vender su software y servicios por separado de su hardware.

En ese momento, la separación de los servicios fue tal vez el punto más polémico, se plantearon cuestiones de defensa de la competencia que había recientemente sido ampliamente debatidos en la prensa y los tribunales. Sin embargo, la separación de IBM del software tuvo un impacto a largo plazo. Después de la separación, el software de IBM se divide en dos categorías principales: Programación de control del sistema (SCP), que se mantuvo libre a los clientes, y productos de programas (PP), que fueron vendidos a los clientes. Esto transformó la propuesta de valor del cliente para soluciones informáticas, dar un valor monetario significativo a algo que hasta entonces había sido esencialmente libre. Esto ayudó a permitir la creación de una industria del software.
Del mismo modo, los servicios de IBM se dividieron en dos categorías: información general, que quedaron libres y se proporcionan a discreción de IBM, y asistencia en el puesto de trabajo y capacitación de personal de los clientes, que estaban sujetos a un cargo por separado y estaban abiertos a los no-clientes de IBM. Esta decisión expandió enormemente el mercado de las compañías de servicios informáticos independientes.

#### Eventos clave
1969: Antimonopolio

El gobierno de los Estados Unidos pone en marcha lo que se convertiría en una larga demanda antimonopolio de 13 años contra IBM. La demanda se convierte en una guerra de desgaste de recursos, y finalmente se rechaza en 1982, después de que la participación en el mercado de mainframe de IBM se redujo de 70 % a 62 %.
1969: Separación

IBM adopta una nueva política de marketing que cobra por separado para la mayoría de las actividades de ingeniería de sistemas, programas de ordenador, y cursos de educación al cliente. Esta "desagregación" da lugar a una industria de software y servicios de miles de millones de dólares.
1969: Tarjetas con banda magnética
El American National Standards Institute hace que la tecnología desarrollada por IBM sobre la banda un estándar nacional, dándole un impulso a la industria de tarjetas de crédito. Dos años más tarde, la Organización Internacional de Estandarización adopta el diseño de IBM, por lo que se convierte en un estándar mundial.
1969: En primer aterrizaje lunar
Personal de IBM y computadoras de IBM ayudan a la NASA a mandar a los primeros hombres a la Luna.

### 1970–1974: Los retos del éxito
| Año  | Ingreso Bruto (in $m) | Empleados |
| ---- | --------------------- | --------- |
| 1965 | 3,750                 | 172,445   |
| 1970 | 7,500                 | 269,291   |
| 1975 | 14,430                | 288,647   |

La década de oro de 1960 fue difícil de seguir, y la década de 1970 tuvo un comienzo preocupante cuando el CEO Thomas J. Watson, Jr., sufrió un ataque al corazón y se retiró en 1971. Por primera vez desde 1914 - casi seis décadas - IBM no tendrían a un Watson a la cabeza. Por otra parte, después de sólo un cambio de liderazgo durante esos casi 60 años, IBM sufriría dos en dos años. T. Vicente Learson, un ejecutivo de IBM, sucedió a Watson como director general y luego se retiró rápidamente al llegar a la edad de jubilación obligatoria de 60 en 1973. El sucesor de Learson fue Frank T. Cary, un joven de 26 años que se había ganado gran reputación por su exitosa división de procesamiento de datos en la década de 1960.
Durante el mandato de Cary como CEO, la compañía continuó dominando en el hardware. El IBM System / 370 se introdujo en 1970 como nuevo mainframe de IBM. El S/370 no fue tan tecnológicamente revolucionario como su predecesor, el System/360. Pero desde el punto de vista de los ingresos superó al 360. Un esfuerzo menos exitoso en replicar la revolución 360 de mainframe fue el Future Systems project. Entre 1971 y 1975, IBM investigó la viabilidad de una nueva línea revolucionaria de productos diseñados para hacer obsoletos todos los productos existentes con el fin de restablecer su supremacía técnica. Este esfuerzo se terminó por la alta dirección de IBM en 1975. Pero para entonces ya había consumido la mayor parte de los recursos de planificación y diseño de alto nivel técnico, poniendo así en peligro el progreso de las líneas de productos existentes (aunque algunos elementos de la FS fueron posteriormente incorporadas en productos reales) Otras innovaciones de IBM durante la década de 1970 incluyen la unidad de disco IBM 3340 - introducida en 1973 y conocida como "Winchester", una tecnología de almacenamiento de IBM que permite almacenar más del doble de densidad de información en las superficies del disco. La tecnología Winchester fue adoptada por la industria y se utilizaría por las próximas dos décadas.
Algunas tecnologías de IBM de la era de los 70s emergieron para convertirse en facetas de la vida cotidiana. IBM desarrolló la tecnología de banda magnética en la década de 1960, y se convirtió en un estándar de la industria de tarjetas de crédito en 1971. El disquete inventado por IBM, también introducido en 1971, se convirtió en el estándar para el almacenamiento de datos informáticos personales durante las primeras décadas de la era de la PC. Un científico de IBM Research Edgar 'Ted' Codd escribió un artículo seminal que describe la base de datos relacional - un invento que la revista  Forbes  describe como una de las innovaciones más importantes del siglo 20. El IBM 5100, de 90 00l$, se introdujo en 1975 y presagiaba la computadora personal de la década de 1980. El sistema 3660 de supermercados de IBM, introducida en 1973, utiliza tecnología holográfica para escanear precios de los productos a partir del código de barras UPC ahora omnipresente, que a su vez se basó una patente de IBM 1952 que se convirtió en un estándar de la industria de comestibles. También en 1973, los clientes de bancos comenzaron a hacer retiros, transferencias y otras preguntas de la cuenta a través del IBM 3614, una forma temprana del cajero automático de hoy.
IBM tenía un papel de innovador en tecnologías dominantes que eran menos visibles también. En 1974, IBM anunció Systems Network Architecture (SCN), un protocolo de red para sistemas de computación. SCN es un conjunto uniforme de normas y procedimientos para las comunicaciones informáticas a los usuarios de computadoras gratuitas a partir de las complejidades técnicas de comunicación a través de redes informáticas locales, nacionales, e internacionales. SNA se convirtió en el sistema más utilizado para el procesamiento de datos hasta que se aprobaron las normas de arquitectura abierta en la década de 1990. En 1975, un investigador de IBM Benoit Mandelbrot concibió la geometría fractal. Los fractales tuvieron un gran impacto en la ingeniería, la economía, la metalurgia, el arte y las ciencias de la salud, y son parte integral del campo de la infografía y la animación.
Un intento con menos éxito para IBM fue su entrada en el mercado de las copiadoras de oficina en 1970. La empresa fue demandado inmediatamente por Xerox Corporation por violación de patentes. Aunque Xerox cabo las patentes para el uso de selenio como un fotoconductor, los investigadores de IBM perfeccionaron el uso de fotoconductores orgánicos que evita las patentes de Xerox. El litigio duró hasta finales de 1970 y se resolvió en última instancia. A pesar de esta victoria, IBM nunca ganó fuerza en el mercado de la copiadora, y se retiró del mercado en la década de 1980. Fotoconductores orgánicos ahora son ampliamente utilizados en las copiadoras de oficina.
A lo largo de este período, IBM estaba litigando la demanda masiva antimonopolio presentada por el Departamento de Justicia en 1969. IBM fue declarada de haber creado un monopolio a través de su acuerdo de 1956 para compartir patentes con Sperry-Rand, una decisión que invalidó la patente de 1964 de la ENIAC, la primera computadora electrónica digital de propósito general del mundo, poniendo así la invención de la computadora digital electrónica en el dominio público.

#### Eventos Clave
1970: Bases de datos relacionales

IBM presenta las bases de datos relacionales que requieren información almacenada dentro de una computadora para ser dispuestos en tablas fáciles de interpretar para acceder y gestionar grandes cantidades de datos. Hoy en día, casi todas las estructuras de base de datos se basa en el concepto de bases de datos relacionales de IBM.
1970: Copiadoras de oficina

IBM presenta su primera de tres modelos de copiadoras xerográficas. Estas máquinas marcan el primer uso comercial de fotoconductores orgánicos que desde entonces crecieron hasta convertirse en la tecnología dominante.

1971: Reconocimiento de voz

IBM logra su primera aplicación operativa de el reconocimiento de voz, que permite a los ingenieros de servicio al equipo para hablar y recibir respuestas habladas desde un ordenador que pueden reconocer alrededor de 5000 palabras. Hoy en día, ViaVoice, la tecnología de reconocimiento de IBM, tiene un vocabulario de 64.000 palabras y un diccionario de 260.000 palabras de respaldo.
1971: disquete 

IBM presenta el disquete. Cómodo y muy portátil, el disquete se convierte en un estándar de la industria del ordenador personal para el almacenamiento de datos.
1973: Tecnología de almacenamiento Winchester 
La unidad de disco IBM 3340—conocido como "Winchester" por el nombre del proyecto interno de IBM—se introduce, una tecnología avanzada que permite duplicar la densidad de información en superficies de discos. Ofreció un cabezal de lectura / escritura más pequeño que fue diseñado para montarse en una película de sólo 18 millonésimas de pulgada de espesor. La tecnología Winchester fue adoptada por la industria y se utilizaría por las próximas dos décadas.
1973: Premio Nobel
Dr. Leo Esaki, un compañero de IBM, que se unió a la compañía en 1960, comparte el Premio Nobel de Física de 1973 por su descubrimiento en 1958 del fenómeno del efecto túnel de electrones. Su descubrimiento de la unión semiconductora llamada diodo Esaki encuentra un amplio uso en aplicaciones de electrónica. Más importante aún, su trabajo en el campo de los semiconductores establece una base para una mayor exploración en el transporte electrónico de sólidos.
1974: SNA
IBM anuncia Systems Network Architecture (SNA), un protocolo de red para los sistemas informáticos. SNA se convierte en el sistema más utilizado para el procesamiento de datos hasta que los estándares de arquitecturas abiertas fueron aprobadas en la década de 1990.

### 1975–1992: Revolución de la información, el aumento de las industrias de software y PC
| Año  | Ingreso Bruto (en $m) | Empleados |
| ---- | --------------------- | --------- |
| 1975 | 14,430                | 288,647   |
| 1980 | 26,210                | 341,279   |
| 1985 | 50,050                | 405,535   |
| 1990 | 69,010                | 373,816   |
| 1995 | 71,940                | 225,347   |

A finales de la década de 1970, IBM había cumplido y superado el legado de la década de oro, y el nombramiento de John R. Opel como CEO en 1981 coincidió con el comienzo de una nueva era en la informática – la era de la computadora personal.

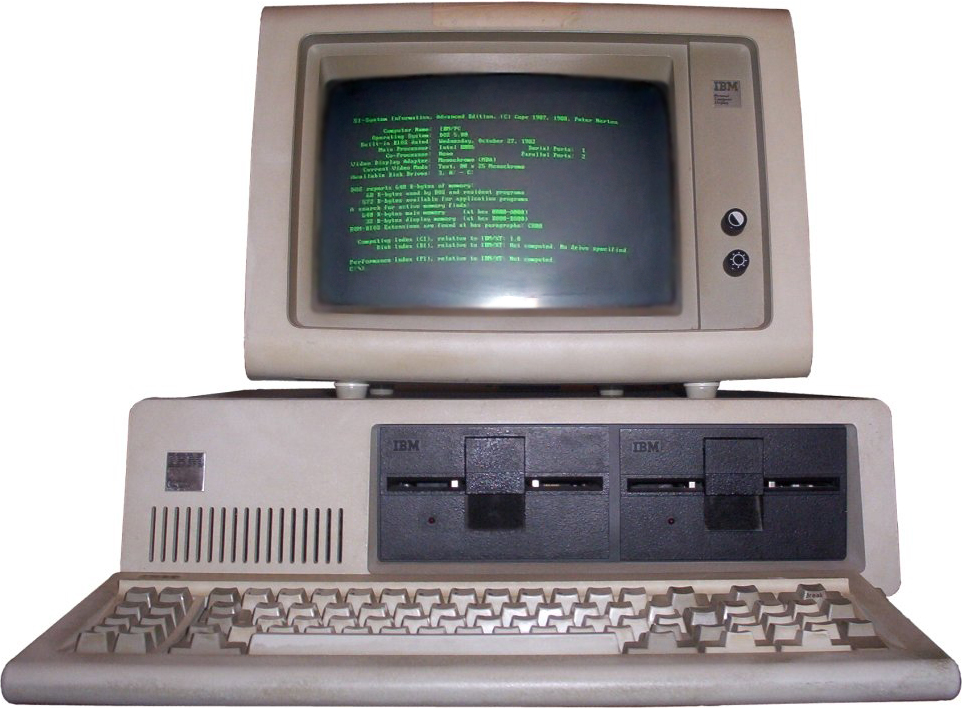
La IBM PC original (1981)

La compañía contrató Don Estridge en la División de Sistemas de entrada de IBM en Boca Raton, Florida. Con un equipo conocido como "Proyecto Chess", se construyó el IBM PC, lanzado el 12 de agosto de 1981. IBM de inmediato se convirtió en más de una presencia en el mercado de consumo, gracias a la campaña de publicidad de Little Tramp. Aunque no es una máquina espectacular para los estándares tecnológicos de la época, el PC de IBM reunió a todas las características deseables de un ordenador en una máquina pequeña. Tenía 128 kilobytes de memoria (ampliable a 256 kilobytes), uno o dos disquetes y un monitor a color opcional. Y tenía el prestigio de la marca IBM. No era barato, pero con un precio base de US $1 565 era asequible para las empresas - y muchos negocios compraron PCs. Tranquilizados por el nombre de IBM, comenzaron a comprar las microcomputadoras con sus propios presupuestos destinados a numerosas aplicaciones, que los departamentos informáticos de las empresas no hacían, y en muchos casos no podían. Por lo general, estas compras no eran por los departamentos informáticos de las empresas, ya que el PC no era visto como un equipo "adecuado". Las compras fueron a menudo instigados por los mandos medios y altos funcionarios que vieron su potencial - una vez que el revolucionario VisiCalc, había sido superado por un producto mucho más potente y estable, Lotus 1-2-3.

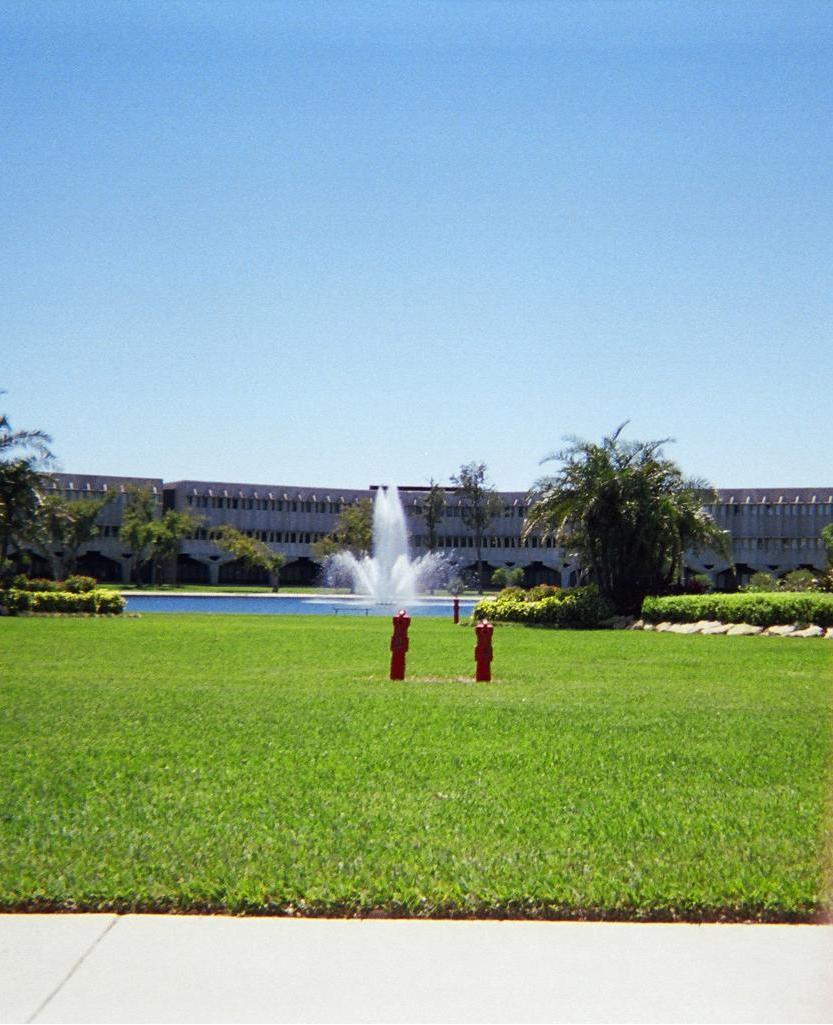
El Boca Corporate Center & Campus fue originalmente uno de los laboratorios de investigación de IBM, donde la IBM PC fue creada.

Sin embargo, IBM pronto perdió esta ventaja en el hardware y el software para PC, gracias en parte a su decisión de comprar los componentes de PC a empresas externas como Microsoft e Intel. Hasta este momento de su historia, IBM se basó en una estrategia de integración vertical, construyendo de la mayoría de los componentes clave de sus sistemas, incluyendo procesadores, sistemas operativos, bases de datos, periféricos y similares. En un intento de acelerar el tiempo de salida al mercado de la PC, IBM decidió no construir un sistema operativo y microprocesador propios. En su lugar, adquirió estos componentes vitales de Microsoft e Intel respectivamente. Irónicamente, en una década que marcó el fin del monopolio de IBM, fue esta fatídica decisión de IBM la que cedió las fuentes de su poder monopólico (sistema operativo y arquitectura de procesador) a Microsoft e Intel, abriendo el camino para el surgimiento de PC compatibles y la creación de cientos de miles de millones de dólares en valor de mercado fuera de IBM.
John Akers se convirtió en el CEO de IBM en 1985. Durante la década de 1980, una importante inversión de IBM en la construcción de una organización de investigación de clase mundial produjo cuatro ganadores del Premio Nobel en física, logró grandes avances en las matemáticas, memoria de almacenamiento y telecomunicaciones, e hicieron grandes avances en la ampliación de capacidades de computación. En 1980, la leyenda del IBM Research John Cocke introdujo Reduced Instruction Set Computer (RISC). Cocke recibió tanto la Medalla Nacional de la Tecnología y la Medalla Nacional de Ciencia por su innovación, pero IBM no reconoció la importancia de RISC, y perdió el liderazgo en esta tecnología el cual pasó a Sun. En 1984 la compañía se asoció con Sears para desarrollar un servicio de Home Banking y compras en línea para PCs para el hogar que puso en marcha en 1988 como Prodigy. A pesar de una fuerte reputación y anticipar muchas de las características, funciones, y la tecnología que caracteriza a la experiencia en línea de hoy en día, la empresa estuvo plagada de decisiones de gestión extremadamente conservadores, y fue vendida a mediados de la década de 1990. La red de área local de IBM Token-Ring, introducida en 1985, permite a los usuarios de computadoras personales el intercambio de impresoras, archivos de información y las acciones dentro de un edificio o complejo. En 1988, IBM se asoció con la Universidad de Michigan y MCI Communications para crear la Red Nacional de Fundaciones de la Ciencia (NSFNet), un paso importante en la creación de la Internet. Pero dentro de los siguientes cinco años, la empresa se alejó de esta ventaja temprana en los protocolos de Internet y las tecnologías de router con el fin de apoyar su flujo de efectivo existente con SNA, perdiéndose así un mercado importante de la década de 1990. Sin embargo, las inversiones de IBM y los avances en microprocesadores, unidades de disco, las tecnologías de red, aplicaciones de software, y el comercio en línea en la década de 1980 que sentó las bases para el surgimiento del mundo conectado en la década de 1990.
Pero hacia el final de la década, IBM estaba claramente en problemas. A finales de la década de 1980 era una organización de unos 400.000 empleados que se enfocaba en inversiones de bajo margen transaccional con empresas de productos básicos. Tecnologías que IBM inventó y comercializó - DRAM, unidades de disco duro, el PC, máquinas de escribir eléctricas - estaban empezando a erosionarse. La empresa contaba con una organización internacional masiva caracterizada por procesos y funciones redundantes - su estructura de costos no podía competir con los competidores, menos diversificadas más pequeñas. Y luego las revoluciones - el PC y el servidor - hicieron lo impensable. Se combinaron para reducir dramáticamente el negocio de mainframes de IBM. La revolución de la PC colocó computadoras directamente en las manos de millones de personas. Fue seguido por la revolución cliente / servidor, que trató de vincular todas esas PC (los "clientes") con los ordenadores más grandes que trabajaron en el fondo (los "servidores" que sirven datos y aplicaciones a las máquinas cliente). Ambas revoluciones transforon la manera en que los clientes consultan, utilizan y compran tecnología. La atención se centró en el escritorio y la productividad personal, no en las aplicaciones de negocio en toda la empresa. Como resultado, los ingresos - que habían sido superiores a los US $ 5 mil millones desde la década de 1980, se redujo en más de un tercio a los US $ 3 mil millones en 1989. Un breve repunte en los ingresos en 1990 resultó ilusoria ya que el gasto corporativo pasó de los mainframes de alto margen de beneficio a los sistemas basados en microprocesadores de margen inferior. Además, reestructuración corporativa estaba en pleno apogeo.
Akers trató de detener este sangrado - fueron considerados e implementados movimientos desesperados y cambios radicales. Como IBM evaluó la situación, estaba claro que la competencia y la innovación en la industria de la computación se están llevando a cabo a lo largo en secciones segmentadas, en comparación con las líneas integradas verticalmente, donde los líderes surgieron en sus respectivos dominios. Ejemplos incluyen Intel en microprocesadores, Microsoft en software de escritorio, HP en impresoras, Oracle en bases de datos. El dominio de IBM en computadoras personales fue desafiado por Compaq y después Dell. Reconociendo esta tendencia, la gestión, con el apoyo del Consejo de Administración, comenzó a poner en práctica un plan para dividir IBM en unidades de negocio cada vez más autónomas (por ejemplo, procesadores, almacenamiento, software, servicios, impresoras, etc.) para competir más eficazmente con los competidores que eran más centrado, ágiles y que tenían las estructuras de costos más bajos.
IBM empezó a desprenderse de los negocios que ya no consideraba vitales. Vendió sus máquina de escribir, teclados, impresoras y negocios a la empresa de inversión de Clayton, Dubilier & Rice Inc. y se convirtió en una compañía independiente, Lexmark Inc.
Pero estos esfuerzos no lograron frenar la caída. Una década de aceptación constante y cada vez mayor crecimiento empresarial de la tecnología de redes de área local, una tendencia encabezada por Novell Inc. y otros proveedores, y su contrapartida lógica, el descenso de las ventas de mainframes, provocó un regreso a la realidad para IBM: Después de dos años consecutivos de reportar pérdidas de más de $ 1 billón de dólares, el 19 de enero de 1993, IBM anunció una pérdida de US $ 8.10 mil millones de pérdida para el año 1992, que era entonces la mayor pérdida corporativa en un solo año en la historia de EE. UU.. En total, entre 1991 y 1993, la compañía registró una pérdida neta de casi $ 16 billones de dólares. Las tres décadas de Oro de IBM, iniciada por Watson Jr. en la década de 1950, había terminado. La industria de la computación considera ahora a IBM ya no relevante, un dinosaurio organizacional. Y cientos de miles de empleados de IBM perdieron sus puestos de trabajo, incluyendo el CEO John Akers.

#### Eventos Clave
1970s: IBM VNET
VNET era un sistema de red informática internacional desplegado a mediados de la década de 1970, que proporciona el correo electrónico y transferencia de archivos de IBM. En septiembre de 1979, la red había crecido hasta incluir 285 nodos centrales en Europa, Asia y América del Norte.
1975: Fractales
El investigador de IBM Benoit Mandelbrot concibe la geometría fractal concepto de que las formas aparentemente irregulares pueden tener estructura idéntica en todas las escalas. Esta nueva geometría hace que sea posible describir matemáticamente los tipos de irregularidades existentes en la naturaleza. Los fractales después hacen un gran impacto en la ingeniería, la economía, la metalurgia, el arte y las ciencias de la salud, y también se aplican en el campo de la infografía y animación.
1975: IBM 5100 Computadora Portátil 
IBM presenta el ordenador portátil 5100. Más compacto que portátil, el 5100 puede servir como terminal para el System / 370 y sus costos ven de $ 9000 a $ 20.000.
1976: Transbordador Espacial
El Enterprise, el primer vehículo en el programa del transbordador espacial de Estados Unidos, hace su debut en Palmdale, California, llevando equipos de vuelo y hardware especial construido por IBM.
1976: Impresora Láser 
La primera impresora láser es instalada. La 3800 es la primera impresora comercial en combinar la tecnología láser y electrofotografía. La tecnología acelera la impresión de estados de cuenta bancarios, notificaciones de suscripción, y otros documentos de alto volumen, y sigue siendo usada para la facturación y cuentas por cobrar departamentos.
1977: Estándar de cifrado de datos
Desarrollado por IBM, Data Encryption Standard (DES), un algoritmo criptográfico, es adoptada por la Oficina Nacional de Normas de los Estados Unidos como una norma nacional.
1979: Puntos de Venta 
IBM desarrolla el Código Universal de Producto (UPC) en la década de 1970 como un método para la incorporación de la fijación de precios y la identificación de información sobre los puntos de venta individuales. En 1979, IBM aplica tecnología de escáner holográfico en la estación de caja del supermercado para leer las rayas de la UPC en mercancía, una de las primeras grandes usos comerciales de la holografía.
1979: Discos de lectura y escritura 
En lugar de utilizar las estructuras de alambre enrollado a mano como bobinas para los elementos inductivos, los investigadores de IBM usa  "cables" de película delgada modeladas por la litografía óptica. Esto lleva a las cabezas de grabación de mayor rendimiento a un costo reducido, y establece el liderazgo de IBM en "densidad de área": el almacenamiento de datos en menor espacio. El resultado es de mayor capacidad y unidades de disco de mayor rendimiento.
1979: La superación de las barreras para el uso de tecnología
Desde 1946, con el anuncio de máquinas de escribir con caracteres chino y árabe, IBM ha trabajado para superar las barreras culturales y físicas para el uso de la tecnología. Como parte de estos esfuerzos en curso, IBM introduce el 3270 kanji Terminal Display; el Sistema / 34 Sistema de Kanji con una función ideográfica, que procesa más de 11.000 caracteres japoneses y chinos; y la Unidad de Audio Mecanografía para los mecanógrafos con problemas de visión.
1979: Primer multifuncional
Una combinación de comunicación entre impresora láser y fotocopiadora se introdujo, el IBM 6670. Esta fue la primera multifuncional (copiadora / impresora) para el mercado de oficinas.
1980: Módulos de conducción térmica
IBM presenta el procesador 3081, el más potente hasta la fecha, que cuenta con módulos de conducción térmica.
1980: RISC
 IBM construye con éxito el primer equipo prototipo que emplea arquitectura RISC. RISC simplifica las instrucciones dadas a los equipos, haciéndolos más rápidos y potentes. Hoy en día, la arquitectura RISC es la base de la mayoría de las estaciones de trabajo y ampliamente visto como la arquitectura de computación dominante.
1981: IBM PC
El IBM PC se vende en el mercado de masas y ayuda a revolucionar la forma en que el mundo hace negocios.
1982: Caso Antimonopolio
La demanda antimonopolio de los Estados Unidos en contra de IBM, presentado en 1969, se desestimó como "sin mérito."
1983: IBM PCjr 
IBM anuncia la PCjr, ampliamente anticipada. El intento de IBM para entrar en el mercado de la informática doméstica. El producto, sin embargo, no logra captar la atención de los consumidores debido a su falta de compatibilidad con el software de PC de IBM, su alto precio, y su desafortunado diseño del teclado "chiclet". IBM termina el producto después de 18 meses de ventas decepcionantes.
1984: IBM 3480
El más avanzado sistema de cinta magnética de la industria, el IBM 3480, introduce una nueva generación de unidades de cinta que sustituyen el carrete familiar de la cinta con un cartucho fácil de manejar.. 
1984: Disciminación Sexual
IBM añade la orientación sexual a la política de no discriminación de la compañía. IBM se convierte en una de las primeras grandes empresas para hacer este cambio.
1984: Asociación/adquisición de ROLM 
 IBM adquiere ROLM Corporation, con sede en Santa Clara, CA (posterior a una asociación existente) para desarrollar centrales telefónicas digitales para competir directamente con Northern Telecom y AT&T. Dos de los sistemas más populares fueron el PABX llamado ROLM CBX y su versión más pequeña PABX llamada ROLM Redwood. ROLM es adquirida después por Siemens AG en 1989–1992.
1985: RP3
Motivados por las preocupaciones de perder su liderazgo tecnológico en la década de 1980, IBM vuelve a entrar en el campo de la supercomputación con la RP3 (IBM Research Parallel Processor Prototype). Los investigadores de IBM trabajaron con científicos del Instituto Courant de la Universidad de Nueva York de Ciencias Matemáticas para diseñar RP3, un equipo experimental que consta de hasta 512 procesadores, vinculado en paralelo y conectados a un máximo de dos mil millones de caracteres de la memoria principal. 
1985: Red Token Ring
La tecnología Token Ring de IBM aporta un nuevo nivel de control para redes de área local y rápidamente se convierte en un estándar de la industria para las redes que conectan impresoras, estaciones de trabajo y servidores.
1986: Centro de Investigaciones en Almaden
IBM Research dedica el Centro de Investigación Almaden en California. Hoy en día, Almadén es el segundo mayor laboratorio de IBM enfocado en los sistemas de almacenamiento, la tecnología y la informática.
1987: Premio Nobel:La superconductividad de alta temperatura
Georg Bednorz y K. Alex Müller del Instituto de Investigación de IBM en Zúrich reciben el Premio Nobel 1987 de Física por su descubrimiento revolucionario de la superconductividad de alta temperatura en una nueva clase de materiales. Ellos descubren la superconductividad en óxidos cerámicos que llevan electricidad sin pérdida de energía a temperaturas mucho más altas que cualquier otro superconductor.
1987: Software Antivirus 
Mientras que las computadoras personales se vuelven vulnerables a los ataques de virus, un pequeño grupo de investigación en IBM desarrolla un conjunto de herramientas antivirus. El esfuerzo conduce a la creación del Laboratorio de Alta Integridad de la Computación(HICL) en IBM. HICL continúa siendo pionera en la ciencia de la epidemiología teórica y observacional virus informático.
1987:Acceso para necesidades especiales
Los investigadores de IBM demuestran la viabilidad de los usuarios de computadoras ciegos para leer información directamente desde la pantalla del ordenador con la ayuda de un ratón experimental.Y en 1988 se anunció el lector de pantalla Personal System / 2 de IBM, lo que permite a los ciegos o con discapacidad visual para escuchar el texto tal y como se muestra en la pantalla de la misma forma en que una persona vidente lo vería.
1988: IBM AS/400
IBM presenta el IBM Application System / 400 (AS / 400), una nueva familia de ordenadores de fácil uso, diseñado para pequeñas y medianas empresas. Como parte de la introducción, IBM y asociados de IBM en todo el mundo anuncian más de 1000 paquetes de software en el mayor anuncio de aplicaciones simultáneas en la historia.El AS / 400 se convierte rápidamente en uno de los sistemas de computación de negocios más populares del mundo.
1988: National Science Foundation Network (NSFNET)
IBM colabora con la Merit Network, MCI Communications, el Estado de Michigan, y la National Science Foundation para mejorar y ampliar el bit 56K por segundo NSFNET a 1.5M bps y posteriores 45M bps. Esta asociación proporciona la infraestructura de red y sienta las bases para el crecimiento explosivo de Internet en la década de 1990. La actualización NSFNET aumenta la capacidad de la red, no sólo por lo que es más rápido, sino que también permite formas más intensivas de datos, como los gráficos ahora comunes en la World Wide Web, viajar a través de Internet.
1990: System/390
IBM pone a su anuncio de productos más completo en 25 años mediante la introducción del Sistema / 390 familia. En 1998 el System/390 G5 Parallel Enterprise Server rompió la barrera de los 1000 MIPS, convirtiéndose en el mainframe más potente del mundo.
1990: IBM System p
IBM anuncia la RISC System / 6000, una familia de nueve estaciones de trabajo que se encuentran entre los más rápidos y más poderosos en la industria. El System RISC / 6000 usa instrucciones reducidas de computación, una tecnología innovadora que simplifica los pasos de procesamiento para acelerar la ejecución de comandos.
1990: Moviendo los átomos individuales
Donald M. Eigler, demostró la habilidad de manipular átomos individuales utilizando un microscopio de efecto túnel, escribiendo "IBM" utilizando 35 átomos de xenón individuales.
1990: Programas Ambientales 
IBM se une a otras 14 empresas líderes de Estados Unidos en abril para establecer un programa de todo el mundo diseñado para alcanzar los objetivos medioambientales, de salud y de seguridad por la mejora continua de las prácticas de gestión del medio ambiente. IBM ha invertido más de $ 1 billón desde 1973 para proporcionar una protección ambiental para las comunidades en las que se ubican las instalaciones de IBM.
1991: Servicios para negocios
 IBM vuelve a entrar en el negocio de servicios de computación a través de la formación de Integrated Systems Solution Corporation. Aún en el cumplimiento de las disposiciones del Decreto de Consentimiento de 1956, en tan sólo cuatro años se convierte en el segundo mayor proveedor de servicios de informática. El nuevo negocio se convierte en una de las fuentes de ingresos principales de IBM.
1992: Thinkpad
IBM presenta una nueva línea de ordenadores portátiles. Contenido en un distintivo caso negro y con el innovador dispositivo TrackPoint ubicado en el centro del teclado, la ThinkPad es un éxito inmediato y pasa a obtener más de 300 premios por su diseño y calidad.

### 1993–Presente: Cerca del desastre y renacimiento
| Año  | Ingreso Bruto (en $m) | Empleados |
| ---- | --------------------- | --------- |
| 1985 | 50,050                | 405,535   |
| 1990 | 69,010                | 373,816   |
| 1995 | 71,940                | 225,347   |
| 2000 | 85,090                | 316,303   |
| 2005 | 91,400                | 329,373   |

En abril de 1993, IBM contrató a Louis V. Gerstner, Jr. como su nuevo CEO. Por primera vez desde 1914 IBM había reclutado a un líder de fuera de sus filas. Gerstner había sido presidente y CEO de RJR Nabisco por cuatro años, y había pasado previamente 11 años como alto ejecutivo de American Express. Gerstner trajo con él una sensibilidad orientada al cliente y la experiencia de pensamiento estratégico que había perfeccionado a través de años como consultor de gestión en McKinsey & Co. Reconociendo que su primera prioridad era estabilizar la empresa, adoptó una mentalidad de triage y tomó acciones rápidas. Sus primeras decisiones incluyen una renovación del compromiso con el mainframe, la venta de la División de Sistemas Federales a Loral con el fin de reponer las arcas de efectivo de la empresa, sin dejar de reducir la fuerza de trabajo (alcanzando un mínimo de 220.000 empleados en 1994), y reducciones significativas de costos dentro de la empresa. Lo más importante, Gerstner decidió invertir el movimiento de escindir las unidades de negocio de IBM en empresas separadas. Reconoció que una de las fortalezas duraderas de IBM era su capacidad para proporcionar soluciones integradas para clientes - alguien que podría representar más de una piezas o componentes. La división de la compañía habría destruido esa única ventaja de IBM.
Las primeras acciones funcionaron. IBM estaba en números negros para 1994, teniendo ganancias de US $ 3 billones. Pero no era la estabilización no era lo que Gerstner quería - la restauración de la gran reputación de IBM lo era. Para hacer eso, necesitaba llegar con una estrategia de negocios ganadora. Durante la próxima década, Gerstner elaboró un modelo de negocio y se centró en las oportunidades de alto margen. IBM se deshizo de las industrias de bajo margen (DRAM, IBM Network, impresoras personales y discos duros). La empresa recuperó la iniciativa empresarial mediante la construcción de la decisión de mantener a toda empresa - se hizo una empresa de servicios globales que se convirtió rápidamente en un integrador de tecnología de punta. Crucial para este éxito fue la decisión de convertirse en marca agnóstica - IBM integra tecnologías lo que el cliente requiere, incluso si eran de un competidor de IBM. IBM aumentó este negocio de servicios con la adquisición de la división de consultoría de PricewaterhouseCoopers en 2002 por 3,5 billones de dólares
Otra oportunidad de alto margen de IBM fue que invirtió fuertemente en software, un movimiento estratégico que demostró ser igualmente visionario. A partir de 1995 con la adquisición de Lotus Development Corp., IBM construyó su cartera de software de una marca, DB2, a cinco: DB2, Lotus, WebSphere, Tivoli, y Rational. Dejaron el negocio de las aplicaciones de consumo a otras empresas, la estrategia de software de IBM se centró en middleware - El software vital que conecta los sistemas operativos a las aplicaciones. El negocio de middleware fue una de las fortalezas de IBM, y sus márgenes mejoraron el balance final de la empresa de manera significativa cuando el siglo llegó a su fin.
No todo el software que IBM desarrolló fue exitoso. Mientras que OS / 2 era sin duda técnicamente superior a Microsoft Windows 95, sus ventas se concentraron en gran medida en la computación en red utilizado por los profesionales corporativos. OS / 2 no se tuvo mucha penetración en el consumidor y otros segmentos de PC de escritorio; hubo informes de que no podía ser instalado correctamente en la propia IBM Aptiva serie de PCs para el hogar. Microsoft hizo una oferta en 1994 en la que si IBM terminaba el desarrollo de OS/2 por completo, que recibiría los mismos términos que Compaq para una licencia de Windows 95. IBM sin embargo se negó y en su lugar implementó la estrategia "IBM Primero" de la promoción de OS/2 Warp y despreciando a Windows, dirigido a impulsar las ventas de su propio software, así como hardware. Para 1995, las negociaciones entre IBM y Microsoft, que ya eran difíciles cuando IBM compró Lotus Development cuya Lotus SmartSuite hubiera competido directamente con Microsoft Office, y como resultado de IBM recibieron su licencia más tarde que sus competidores afectando las ventas de PC de IBM. Funcionarios de IBM más tarde admitieron que OS / 2 no habría sido un sistema operativo viable para mantenerlos en el negocio de PC.
Mientras que el hardware y tecnologías de IBM fueron relativamente minimizadas en el modelo de negocio de tres partes de Gerstner, no fueron relegados a un estado menor. La compañía trajo su organización de investigación de clase mundial para trabajar más de cerca en sus líneas de productos existentes y procesos de desarrollo. Conforme aplicaciones de internet revasaron a los servidores como prioridades en las empresas, los mainframes volvieron a tener relevancia. IBM revitalizó su línea de mainframe con tecnologías CMOS, lo que les hizo uno de los más poderosos y costo-eficiente en el mercado. Las inversiones en la investigación y fabricación de microelectrónica lo hicieron un líder mundial en la producción especializada de chips de alto margen. Chips diseñados por IBM se utilizan actualmente en PlayStation 3, Xbox 360, Wii y consolas de juegos. IBM también recuperó el liderazgo en supercomputación con máquinas de alta gama basados en la tecnología de procesador paralelo escalable.
Igualmente importante en el renacimiento de IBM fue su reentrada exitosa en la mentalidad popular. Parte de este renacimiento se basa en la tecnología de IBM. El 5 de octubre de 1992, en el COMDEX, IBM anunció el primer ordenador portátil ThinkPad, el 700c. El ThinkPad, una máquina de alta calidad que de US $ 4350 incluía un procesador Intel 80486SL a 25 MHz, una pantalla de matriz activa de 10,4 pulgadas, disco duro extraíble de 120 MB, 4 MB de RAM (ampliable a 16 MB) y un dispositivo TrackPoint II. Pero fue el diseño negro llamativo señalado por el diseñador Richard Sapper que hizo el ThinkPad un éxito inmediato con el digerati, y el factor cool de la ThinkPad trajeron de vuelta algunos de los cachet de la marca IBM que se había perdido en las guerras de la PC de la década de 1980. Otro instrumento para este resurgimiento popular fue el partido de ajedrez entre el sistema de la computadora de ajedrez de IBM Deep Blue y el actual campeón mundial de ajedrez Garry Kasparov en 1997. La victoria de Deep Blue fue histórica. También ayudó a la compañía a recuperar su posición como líder en tecnología era su dominación anual de ranking de superordenadores. and patent leadership statistics.
Otra parte de la reentrada exitosa en la mentalidad popular fue el renacimiento de la marca IBM. La comercialización de la compañía durante la recesión económica era caótica, presentando muchas voces diferentes, a veces discordantes en el mercado. Este caos era atribuible en parte a que la empresa tenía 70 agencias de publicidad diferentes. En 1994, IBM elimina este caos mediante la consolidación de su publicidad en una sola agencia. El resultado fue un mensaje coherente y consistente para el mercado. Mientras IBM recuperó su equilibrio financiero y su posición de liderazgo en la industria, la empresa se mantuvo agresiva en la predicación de la industria que no era la vieja IBM, que había aprendido de sus experiencias cercanas a la muerte, y que se había cambiado de manera fundamental por ellas. Se trató de redefinir la era de Internet en formas que beneficiaran las fortalezas tradicionales de IBM, acostando la discusión de maneras centrados en el negocio con iniciativas como el comercio electrónico y On Demand. Y apoyó iniciativas de código abierto, formando empresas de colaboración con socios y competidores por igual.
Los cambio se manifestaron en IBM de otras maneras también. La compañía ha renovado sus prácticas filantrópicas para traer un enfoque nítido en la mejora de la educación K-12. Se puso fin a su alianza tecnológica de 40 años con el Comité Olímpico Internacional después de una exitosa participación en los Juegos Olímpicos de 2000 en Sydney, Australia. En el frente de los recursos humanos, la adopción y la integración de los principios y prácticas de diversidad de IBM fue de vanguardia. Añadió orientación sexual a sus prácticas de no discriminación en 1984, en 1995 crearon grupos de trabajo diversidad ejecutivos, y en 1996 ofreció beneficios a las parejas de sus empleados. La compañía se encuentra rutinariamente como uno de los mejores lugares para los empleados, empleados de color, y la mujer al trabajo. Y en 1996, el Salón Internacional de la Fama de las Mujeres en Tecnología instalaron a tres empleadas de IBM como parte de su selccioón inaugural de 10 mujeres: Ruth Leach Amonette, la primera mujer en ocupar un puesto directivo en IBM; Barbara Grant, PhD, primera mujer en ser nombrada en un sitio de gerente general de IBM; y Linda Sanford, las más alta - mujer técnico colocado en IBM. Fran Allen - una pionera de software temprano y otra héroe de IBM por su trabajo innovador en los compiladores por décadas - se añadió al año siguiente.
Gerstner se retiró a finales de 2002 y fue remplazado por un empleado con gran tiempo en IBM, Samuel J. Palmisano.

#### Eventos Clave
1993: Pérdidas de billones de dólares 
IBM malinterpreta dos tendencias importantes en la industria de la informática: los ordenadores personales y la computación cliente-servidor: y como resultado está mal posicionada en el mercado. Las lecturas erróneas golpean duro: IBM pierde más de $ 8 mil millones en 1993, su tercer año consecutivo de pérdidas de miles de millones de dólares. Desde 1991, la compañía ha perdido 16 mil millones dólares, y muchos sienten que IBM ya no es un jugador clave en la industria.
1993: Louis V. Gerstner, Jr.
Gerstner llega como presidente de IBM y director general el 1 de abril de 1993. Por primera vez desde la llegada de Thomas J. Watson, Sr., en 1914, IBM cuenta con un líder de fuera de sus filas. Gerstner había sido presidente y director ejecutivo de RJR Nabisco por cuatro años, y había pasado previamente 11 años como alto ejecutivo de American Express. 
1993: IBM Scalable POWERparallel system
IBM presenta el Sistema POWERparallel escalable, el primero de una familia de superordenadores basados en microprocesadores con tecnología RISC System/6000.
1994: Cambiando la tendencia
IBM reporta un beneficio para ese año, su primera desde 1990. En los próximos años la compañía traza con éxito un nuevo curso de negocios, que se centra menos en sus puntos fuertes tradicionales de hardware, y más en servicios, software, y su capacidad para elaborar soluciones de tecnología.
1994: Reconocimiento de voz
IBM lanza el IBM Personal Dictation System (IPDS), la primera ola de productos de reconocimiento de voz para el ordenador personal. Más tarde se cambió el nombre a VoiceType, y sus capacidades se ampliaron para incluir el control de las aplicaciones informáticas y de escritorio simplemente hablando con ellos, sin tocar un teclado. En 1997 IBM anuncia ViaVoice Gold, un software que da a la gente una forma de manos libres para dictar texto y navegar por el escritorio con el poder del habla natural.
1995: Adquisición de Lotus Development Corporation
IBM adquiere todas las acciones en circulación de la Lotus Development Corporation, cuyo software pionero Notes permite una mayor colaboración en toda la empresa y cuya adquisición hace a IBM la compañía más grande de software en el mundo.
1995: Glueball
Los científicos de IBM completan un cálculo de dos años - el cálculo numérico más grande en la historia de la informática - para definir las propiedades de una partícula elemental llamada "Bola de gluones". El cálculo se llevó a cabo en GF11, un ordenador masivo paralelo en el IBM Thomas J. Watson Research Center.
1996: Olimpiadas de Atlanta
IBM sufre una vergüenza pública cuando su soporte de TI de los Juegos Olímpicos de Atlanta tienen dificultades técnicas.
1996: Beneficios para parejas domésticas
IBM anuncia beneficios a las parejas de empleados homosexuales y lesbianas.
1997: Deep Blue
El superordenador de 32 nodos IBM RS/6000 SP, Deep Blue, derrota a campeón del mundo de ajedrez Garry Kasparov en el primer caso conocido de un ordenador de vencer a un jugador de ajedrez campeón del mundo en una competencia estilo de torneo.
1997: Comercio electrónico 
IBM define una enorme nueva industria mediante el uso de la Internet como un medio para negocios reales y transformación institucional. e-business se convierte en sinónimo de hacer negocios en la era de Internet.
1998: Gigaprocesadorr CMOS
IBM presenta el primer microprocesador que funciona a 1 mil millones de ciclos por segundo. Los científicos de IBM desarrollan un nuevo Silicio sobre aislante para ser utilizado en la construcción de procesadores.
2000: Nanotecnología
Los científicos de IBM descubren una manera de transportar la información a escala atómica que utiliza electrones en lugar de cableado convencional. Este nuevo fenómeno, llamado efecto  Espejismo Cuántico , permite la transferencia de datos dentro de los futuros circuitos electrónicos a nanoescala demasiado pequeños para utilizar cables. La técnica espejismo cuántico es una forma única de enviar información a través de formas sólidas y podría acabar con el cableado que conecta los componentes de nanocircuitos.
2000: IBM ASCI White 
IBM ofrece la computadora más poderosa del mundo para el Departamento de Energía de los Estados Unidos, lo suficientemente potente como para procesar una transacción de Internet por cada persona en la Tierra en menos de un minuto. IBM construyó la supercomputadora para probar con exactitud la seguridad y la eficacia de envejecimiento arsenal de armas nucleares de la nación. Este equipo es 1000 veces más potente que Deep Blue, la supercomputadora que venció Garry Kasparov en el ajedrez en 1997.
2000: Transistores flexibles 
IBM creó transistores flexibles, combinando materiales orgánicos e inorgánicos como un medio para semiconductores. Esta tecnología permite cosas como un "periódico electrónico", tan ligero y barato que dejar uno en el avión o en el vestíbulo de un hotel no es gran cosa. Mediante la eliminación de las limitaciones de los circuitos de ordenador grabado en silicio, transistores flexibles hacen posible la creación de una nueva generación de pantallas de ordenador de bajo costo que puede ser embebido en plástico curvado u otros materiales.
2000: Olimpiadas de Sydney
Después de una exitosa participación en los Juegos Olímpicos de 2000 en Sydney, IBM termina su alianza tecnológica de 40 años con el Comité Olímpico Internacional.
2001: Controversia del Holocausto 
 Un libro polémico, IBM y el Holocausto: la alianza estratégica entre la Alemania nazi y la corporación más poderosa de América por Edwin Black, acusa a IBM de asistir a autoridades nazis a sabiendas de la perpetuación del Holocausto a través de la prestación de productos y servicios de tabulación. Varias demandas se presentan contra IBM por las víctimas del Holocausto que buscan la restitución de sus sufrimientos y pérdidas. Todos los litigios relacionados con este tema fueron finalmente retirados.
2001: Transistores en nanotubos de carbón
Los investigadores de IBM construyen los primeros transistores del mundo a partir de los nanotubos de carbono - diminutos cilindros de átomos de carbono que son 500 veces más pequeños que los transistores basados en silicio y 1000 veces más fuerte que el acero. El avance es un paso importante en la búsqueda de materiales que pueden ser utilizados para construir los chips de computadora cuando los chips basados en silicio no se puedan hacer de menor tamaño.
2001: Mayor densidad y mayor velocidad 
IBM es el primero en producir en masa unidades de disco usando un nuevo tipo revolucionario de revestimiento magnético - "polvo de hadas" - que con el tiempo cuadruplica la densidad de datos. IBM también presenta la técnica "silicio tensado," un gran avance que altera el silicio para aumentar las velocidades de chips hasta en un 35 por ciento.
2002: El negocio de los discos duros es vendida a Hitachi
2003: Blue Gene/L
El equipo de Blue Gene desvela un prototipo de su Blue Gene / L un ordenador más o menos del tamaño de un lavavajillas estándar que se ubica como la 73ª más poderosa supercomputadora en el mundo. Esta máquina de un metro cúbico es el modelo a pequeña escala de la totalidad de Blue Gene / L construido por el Laboratorio Nacional Lawrence Livermore en California, que será 128 veces más grande cuando se dé a conocer dos años después.
2005: Cruzada contra el Cáncer
IBM se une a Memorial Sloan-Kettering Cancer Center (MSKCC), el Instituto de perfiles Molecular y el Centro de Investigación CHU Sainte-Justine para colaborar en la investigación del cáncer mediante la construcción la técnica de los sistemas de gestión de la información integrada.
2005: The la división de PCs es vendida
La división de PC (incluyendo Thinkpad) se vende al fabricante chino Lenovo. 
2007: Energía renovable
IBM es reconocido por los EE. UU. EPA por sus compras de energía verde en los EE. UU. y por su apoyo y participación en la lista Fortune 500 Power Challenge de la EPA. IBM ocupó el puesto 12 en la lista de la EPA de Grenn Power Partners para 2007. IBM adquirió la suficiente energía renovable en el año 2007 para cumplir con el 4 % de su consumo de electricidad de los Estados Unidos y el 9 % de sus compras globales de electricidad. EL compromiso de IBM con la energía verde ayuda a reducir las emisiones de gases de efecto invernadero.
2007: Monitoreo de un río usando tecnología de IBM
En una colaboración única, el Instituto Beacon e IBM crearon la primera red de monitoreo de río con base tecnológica.La Red Observatorio río y estuario (REON) permite el monitoreo minuto a minuto del río Hudson de Nueva York a través de una red integrada de sensores, robótica y tecnología computacional. Esto es posible gracias a "Stream Computing," una nueva arquitectura de computadores que pueden examinar miles de fuentes de información para ayudar a los científicos a entender mejor lo que está sucediendo mientras sucede.
2007: Poder de patentes
A IBM se han concedido más patentes estadounidenses que cualquier otra compañía. De 1993 a 2007, IBM fue galardonado con más de 38.000 patentes en Estados Unidos y ha invertido cerca de $ 5 mil millones al año en investigación, desarrollo e ingeniería desde 1996. La cartera actual de IBM de unas 26.000 patentes en los EE. UU. y más de 40.000 patentes en todo el mundo es un resultado directo de esa inversión.
2008: IBM Roadrunner la supercomputadora #1 
Por novena vez consecutiva, IBM toma el lugar N º 1 en el ranking de los superordenadores más potentes del mundo. El ordenador IBM construido para el  proyecto Roadrunner  en Los Álamos: la primera en el mundo en operar a velocidades más rápidas que un cuatrillón de cálculos por segundo: sigue siendo el campeón mundial de velocidad. El sistema de Los Álamos es dos veces más eficiente en uso de energía que el equipo No. 2, utilizando aproximadamente la mitad de la electricidad para mantener el mismo nivel de potencia de cálculo.
2011: Watson
El Superordenador de IBM  Watson  compitió en el programa de televisión  Jeopardy!  Contra Ken Jennings y Brad Rutter y ganó de forma convincente. El concurso fue presentado por PBS.
16 de junio de 2011: IBM se fundó hace 100 años
 Marcar Krantz y Jon Swartz en "USA Today declararon "IBM se ha mantenido a la vanguardia a través de las décadas... la quinta empresa estadounidense más valiosa hoy... demostraron una fuerza compartida por empresas de más de 100 años de edad: la capacidad de cambiar.... Sobrevivido no sólo la gran depresión y varias recesiones, pero los cambios tecnológicos y la intensa competencia."

## Productos y tecnologías

### Evolución de hardware de IBM
La historia de hardware de IBM se entrelaza con la historia de la industria de la computación - desde tubos de vacío, a transistores, a circuitos integrados, a microprocesadores y más allá. Los siguientes sistemas y series representan productos clave:
- IBM mainframe - overview
- IBM SSEC – 1948, la primera máquina operativa capaz de tratar a sus instrucciones como datos
- IBM Card Programmed Calculator – 1949
- IBM 700 series – 1952–1958
- IBM NORC – 1954, la primera supercomputadora[228]
- IBM 650 – 1954, la primera computadora producida en masa
- SAGE AN/FSQ-7 – 1958, con medio acre de superficie, 275 toneladas, y hasta tres megavatios,... es la computadora más grande jamás construida
- IBM 7000 series – 1959–1964, evolución transistorizada de la serie 700
- IBM 1400 series – 1959, "... a mediados de la década de 1960 casi la mitad de todos los sistemas informáticos en el mundo eran los sistemas tipo 1401."[229]
- IBM System/360 – 1964, la primera familia de computadoras que cubre la gama completa de aplicaciones, pequeños y grandes, comercial y científica
- IBM System/3
- IBM System/370
- IBM System/38
- IBM Series/1
- IBM 801 con procesador RISC
- IBM PC
- PowerPC
- IBM System i conocido antes como IBM AS/400 ahora es IBM eServer iSeries
- IBM RS/6000
- IBM zSeries es el antiguo IBM System/390
- Cell processor
- IBM Watson (computer)

#### Componentes
- History of IBM magnetic disk drives

### Evolución de los sistemas operativos de IBM
Los sistemas operativos de IBM han seguido un desarrollo paralelo al del hardware. En los primeros sistemas, los sistemas operativos representados un nivel modesto de inversión, y eran vistos como un complemento al hardware. Sin embargo para el tiempo del System/360, los sistemas operativos habían asumido un papel mucho más importante, en términos de costos, complejidad, importancia y riesgo.
Los sistemas operativos de mainframe incluyen:
- Familia OS, incluyen: OS/360, OS/MFT, OS/MVT, OS/VS1, OS/VS2, MVS, OS/390, z/OS
- Familia DOS, incluyen: DOS/360, DOS/VS, DOS/VSE, z/VSE
- Familia VM, incluyen: CP/CMS, VM/370, VM/XA, VM/ESA, z/VM
- Sistemas con propósitos especiales, incluyen: TPF, z/TPF

Otras plataformas con sistemas operativos importantes incluyen:
- Familia AIX, incluyendo: AIX
- Familia Linux, incluyendo: Linux for pSeries
- Familia OS/400, incluyendo: OS/400, IBM i5/OS and IBM i

### Lenguajes de alto nivel
Los primeros sistemas informáticos de IBM, como los de muchos otros fabricantes, se programaron utilizando lenguaje ensamblador. Los esfuerzos de la informática a través de la década de 1950 y principios de 1960 llevaron al desarrollo de muchos de los nuevos lenguajes de programación de alto nivel. IBM tuvo un papel complicado en este proceso. Los proveedores de hardware se encontraban preocupados por las implicaciones de los idiomas portátiles que permiten a los clientes a escoger y elegir entre los proveedores sin problemas de compatibilidad. IBM, en particular, ayudó a crear barreras que tendían a bloquear los clientes en una sola plataforma.
IBM tuvo un papel significativo en los siguientes idiomas de programación:
- FORTRAN – por varios años, el lenguaje dominante para las matemáticas y la programación científica
- PL/I – un intento de crear un lenguaje "ser todo y terminar todo"
- COBOL – eventualmente el lenguaje estándar para aplicaciones de negocio
- APL – un lenguaje interactivo con notación matemática
- PL/S – un lenguaje de programación de los sistemas internos propiedad de IBM
- RPG – un acrónimo de 'Programa Generador de Informes', desarrollado en el IBM 1401 para producir informes de los archivos de datos.
- SQL – un lenguaje de consulta relacional desarrollado para el Sistema R; ahora el estándar RDBMS de lenguaje de consulta relacional
- Rexx – un lenguaje de macros y scripts basados en PL /I syntax desarrollado originalmente para ser el Monitor del sistema conversacional (CMS) y escrito por Mike Cowlishaw

### IBM y AIX/UNIX/Linux/SCO
IBM desarrolló una relación esquizofrénica con los mundos de UNIX y Linux. La importancia del negocio de grandes computadoras de IBM colocó presiones en todos los intentos de IBM para el desarrollo de otras líneas de negocio. Todos los proyectos de IBM enfrentaban el riesgo de ser visto como estar compitiendo contra las prioridades de la compañía. Esto se debía a que, si un cliente decidía construir una aplicación en una plataforma RS / 6000, también significaba que la decisión se había hecho contra una plataforma de mainframe. Así que a pesar de tener una excelente tecnología, IBM se ponía a menudo en una posición comprometedora.
Un ejemplo de ello es GFIS, los productos de IBM para la gestión de infraestructura y los sistemas de información geográfica. A pesar de tener mucho tiempo una posición dominante en industrias tales como servicios públicos de electricidad, gas y agua, IBM tropezó gravemente en la década de 1990 tratando de construir soluciones basadas en estaciones de trabajo para reemplazar sus productos basados en antiguos mainframes. Los clientes que se vieron obligados a pasar a las nuevas tecnologías de otros proveedores; muchos se sintieron traicionados por IBM.
IBM empezó a utilizar tecnologías de código abierto en la década de 1990. Más tarde se vio envuelto en un litigio complejo con SCO group por los derechos de propiedad intelectual relacionados con plataformas UNIX y Linux.

### BICARSA (Facturación, control de inventario, cuentas por cobrar, y análisis de ventas)
1983 vio el anuncio de la system / 36, el sustituto del system / 34. Y en 1988, IBM anunció el AS/400, intentado presentar un punto de convergencia para ambos sistemas. La década de 1970 habían visto a IBM desarrollar una gama de aplicaciones facturación, control de inventario, cuentas por cobrar, y análisis de ventas (BICARSA) para industrias específicas: construcción (CMAS), distribución (DMAS) y manufactura (MMAS), todas escritos en el lenguaje RPG II. A finales de la década de 1980, IBM se había retirado casi completamente del mercado aplicaciones BICARSA. Debido a la evolución de los casos antimonopolio contra IBM interpuestos por el gobierno de Estados Unidos y la Unión Europea, los representantes de ventas de IBM ahora eran capaces de trabajar abiertamente con empresas de software como socios. (Durante un período a principios de 1980, una "regla de tres" operó, lo que obligó a los representantes de ventas de IBM, si fueran a proponer una aplicación de terceros a un cliente, listar al menos a otros dos proveedores de terceros en la propuesta. Esto causó un poco de confusión en el cliente, que normalmente habría participado en intensas negociaciones con uno de los terceros y probablemente no había oído hablar de los otros dos proveedores).

### Líneas de negocios no relacionadas con computadoras
IBM ha sido ampliamente reconocida por sus logros con UNIVAC a principios de 1950, después siendo líder en la industria de las computadoras en gran parte de la última parte del siglo. Sin embargo, también ha tenido papeles, algunos importantes, en otras industrias, incluyendo:
- IBM fue el mayor proveedor de equipos de registro (tarjetas perforadas, keypunches, máquinas de tabulación,...) en la primera parte del siglo 20.
- Servicios de alimentación (rebanadoras de carne y café, cortadoras de queso, escalas de computación) - hasta 1934, cuando vendieron a Hobart Manufacturing Co.[230]
- Registradores de tiempo (relojes, relojes para fábricas y escuelas) - hasta 1958, cuando vendieron a Simplex Time Recorder Company.[30] See IBM: History of the Time Equipment Division and its Products and this 1935 catalog - International Time Recording Catalog
- Máquinas de escribir, impresoras personales. IBM vendió en 1991, ahora es parte de Lexmark.[231]
- Otros productos de oficina, como máquinas de dictado, procesadores de texto.
- Productos militares (Rifle Browning, visores de bombardeo)
- Conmutadores telefónicos digitales – alianza (1983), adquisición (1984), y venta (1989–1992) de ROLM a Siemens AG[161][162][163][164]
- Marcadores de estadios.
- Bienes inmuebles (siendo dueños de grandes extensiones de suelo no urbanizable en la costa este de Estados Unidos)
- Instrumentos médicos: la máquina corazón-pulmón, prótesis, IBM 2991 Lavadora de células sanguíneas, IBM 2997 Separador de células sanguíneas, IBM 5880 Sistema de Electrocardiografía.

## Organización

### CEOs, empleados notables
- IBM Fellow

Para biografías corporativas de IBM de los exdirectores generales y muchos otros ver: IBM Archives Biographies Builders reference room

### División de Sistemas Federales de IBM
Una parte importante de las operaciones de IBM eran contratos con el Gobierno Federal de Estados Unidos para una amplia gama de proyectos que van desde el Departamento de Defensa de los Estados Unidos a la Agencia de Seguridad Nacional. Estos proyectos abarcaron desde trámites administrativos hasta supercomputación secreta. En el Programa Apolo de la NASA, el "cerebro" de cada cohete fue la Unidad de Instrumentos del Saturno V construida por el Space Systems de IBM Center en Huntsville, Alabama.

### Crecimiento de filiales internacionales
IBM tenía filiales y operaciones en 70 países en sus primeros años. Entre ellos Alemania, Austria, Bélgica, Bulgaria, Checoslovaquia, Francia, Alemania, Holanda / Países Bajos, Italia, Japón, Noruega, Polonia, Rumania, la Unión Soviética, Suecia, Suiza, Yugoslavia y otros.

### Las organizaciones de servicios de IBM
El dominio inicial de IBM en la industria de la computación fue en parte debido a sus fuertes actividades de servicios profesionales. La ventaja de IBM en la construcción de software para sus propios ordenadores se vio como monopolista, lo que llevó a procedimientos antimonopolistas. Como resultado, se decidió separar el negocio de computadoras de IBM de sus servicios. Esta situación persistió durante décadas.

## Otras Lecturas
Comentarios
Para más comentarios véase:
- Boyett, Joseph H.; Schwartz, Stephen; Osterwise, Laurence; Bauer, Roy (1993) The Quality Journey: How winning the Baldrige sparked the remaking of IBM, Dutton, 1993
- Engelbourg, Saul (1954/1976) International Business Machines: A Business History, Arno. 385pp (doctoral dissertation)
- Fisher, Franklin M.; McGowan, John J.; Greenwood, Joen E. (1983). Folded, Spindled, and Mutilated: Economic Analysis and U.S. v. IBM. MIT. ISBN 0-262-06086-8.
- Fisher, Franklin M.; McKie, James W.; Mancke, Richard B. (1983). IBM and the US Data Processing Industry: An Economic History. Praeger. ISBN 0-03-063059-2.
- Foy, Nancy (1975) The Sun Never Sets on IBM, William Morrow, 1975, 218pp (published in UK as The IBM World)
- Malik, R. (1975) And Tomorrow the World: Inside IBM, Millington, 496pp
- Mills, D. Quinn (1988) The IBM Lesson: the profitable art of full employment, Times Books, 1988, 216pp
- Mills, D. Quinn; Friesen, G. Bruce (1996). Broken Promises: An Unconventional View of What Went Wrong at IBM. Harvard Business School. ISBN 0-87584-654-8.
- Richardson, F.L.W. Jr.; Walker, Charles R. (1948). Human Relations in an Expanding Company. Labor and Management Center Yale University. Reprinted by Arno, 1977.

Tecnología
- Baker, Stephen (2012) Final Jeopardy: The Story of Watson, the Computer That Will Transform Our World, Mariner Books
- Baldwin, Carliss Y; Clark, Kim B. (2000) Design Rules: The Power of Modularity, vol.1, MIT. unique perspective on the 360 (Tedlow p. 305)
- Bashe, Charles J.; Pugh, Emerson W.; Johnson, Lyle R./Palmer, John H. (1986). IBM's Early Computers. MIT Press. ISBN 0-262-02225-7.
- Chposky, James; Leonsis, Ted (1988). Blue Magic: The People, Power, and Politics Behind The IBM Personal Computer. Facts on File.
- Dell, Deborah; Purdy, J. Gerry. ThinkPad: A Different Shade of Blue. Sams. ISBN 0-672-31756-7. ISBN 978-0-672-31756-9.
- Hsu, Feng-hsiung (2002). Behind Deep Blue: Building the Computer that Defeated the World Chess Champion. Princeton University Press. ISBN 0-691-09065-3. ISBN 978-0-691-09065-8.
- Kelly, Brian W. (2004) Can the AS/400 Survive IBM?, Lets Go
- Killen, Michael (1988) IBM: The Making of the Common View, Harcourt Brace Jovanovich, 1988
- Pugh, Emerson W. (1995). Building IBM: Shaping and Industry and Its Technology. MIT Press. ISBN 978-0-262-16147-3.
- Pugh, Emerson W.; Johnson, Lyle R.; Palmer, John H. (1991). IBM's 360 and Early 370 Systems. MIT Press. ISBN 0-262-16123-0.
- Pugh, Emerson W. (1984). Memories That Shaped an Industry: Decisions Leading to IBM System/360. MIT. p. 323. ISBN 0-262-16094-3.
- Soltis, Frank G. (2002) Fortress Rochester: The Inside Story of the IBM iSeries, 29th Street Press
- Yost, Jeffrey R. (2011) The IBM Century: Creating the IT Revolution, IEEE Computer Society

Localización- Plantas, Laboratorios, Divisiones, Países
- Brennan, Jean Ford (1971). The IBM Watson Laboratory at Columbia University: A History. IBM. p. 68.
- DeLoca, Cornelius E.; Kalow, Samuel J. (1991) The Romance Division... a different side of IBM , D & K Book, 223pp (history, strategy, key people in Electric Typewriter and successor Office Products Div)
- France, Boyd (1961) IBM in France, Washington National Planning Assoc
- Harvey, John (2008) Transition The IBM Story, Switzer (IBM IT services in Australia)
- Heide, Lars (2002) National Capital in the Emergence of a Challenger to IBM in France
- Jardine, Diane (ed) (2002) IBM @ 70: Blue Beneath the Southern Cross. Celebrating 70 Years of IBM in Australia, Focus
- Joseph, Allan (2010) Masked Intentions: Navigating a Computer Embargo on China, Trafford, 384pp
- Meredith, Suzanne; Aswad, Ed (2005) IBM in Endicott, Arcadia, 128pp
- Norberg, Arthur L.; Yost, Jeffrey R. (2006) IBM Rochester: A Half Century of Innovation, IBM
- Robinson, William Louis (2008) IBM's Shadow Force: The Untold Story of Federal Systems, The Secretive Giant that Safeguarded America, Thomas Max, 224pp

Biografías, Memorias,...
- Amonette, Ruth Leach (1999). Among Equals, A Memoir: The Rise of IBM's First Woman Vice President. Creative Arts Book Company. ISBN 0-88739-219-9.
- Beardsley, Max (2001) International Business Marionettes: An IBM Executive Struggles to Regain His Sanity after a Brutal Firing, Lucky Press, 2001
- Birkenstock, James W. (1999). Pioneering: On the Frontier of Electronic Data Processing, A Personal Memoir, self-published, 72pp
- Lewis M. Branscomb#Books by Lewis Branscomb
- Drandell, Milton (1990) IBM: The Other Side, 101 Former Employees Look Back, Quail, 1990
- Charles Ranlett Flint#Bibliography
- Louis V. Gerstner, Jr.#References
- Gould, Heywood (1971). Corporation Freak, Tower, 174pp (...hired as an audio-visual consultant by the Advanced Systems Development Division...")
- Herman Hollerith#Further reading
- Lamassonne, Luis A. (2001). My Life With IBM. Protea. ISBN 1-883707-65-X.
- Maisonrouge, Jacques (1985). Inside IBM: A Personal Story. McGraw Hill. ISBN 0-07-039737-6.
- William W. Simmons#Selected publications
- Steinhilper, Ulrich (2006). Don't Talk – Do It! From Flying To Word Processing. ISBN 1-872836-75-5.
- Thomas, Charles (1993) Black and Blue: Profiles of Blacks in IBM, Atlanta Aaron, 181pp
- Thomas J. Watson#Further reading
- Thomas Watson, Jr.#Further reading
- Williamson, Gordon R. (2009) Memoirs of My Years with IBM: 1951-1986, Xlibris, 768pp